# Roger Federer
Roger Federer (Basilea, 8 agosto 1981) è un ex tennista svizzero.
Soprannominato King Roger o The Swiss Maestro, in virtù dei primati e dei titoli conseguiti, della varietà di gioco, dell'eleganza e dell'accuratezza tecnica dei suoi colpi, è considerato uno dei migliori tennisti di tutti i tempi, nonché uno dei più grandi sportivi di sempre.
Primo tennista maschile a vincere più di 14 prove del Grande Slam (record detenuto da Pete Sampras sino al 2009), Federer siede, con 20 trionfi, 81 partecipazioni e 31 finali, al terzo posto per numero di Slam vinti dietro a Novak Đoković (24) e Rafael Nadal (22). Nello specifico, ha vinto 8 Wimbledon (record in ambito maschile nel torneo più antico del circuito), 6 Australian Open, 5 US Open (record maschile in Era Open condiviso con Jimmy Connors e Pete Sampras) e 1 Roland Garros. Tra gli otto giocatori che nella loro carriera sono riusciti a realizzare il Career Grand Slam, Federer è nuovamente terzo nella classifica delle vittorie dei Big Titles (54), dietro a Novak Đoković e Rafael Nadal.
Il suo palmarès, oltre al maggior numero di titoli sia sul cemento (71, a pari merito con Đokovic) che sull'erba (19), comprende anche 28 Masters 1000, 24 ATP 500 (record), 25 ATP 250, 6 ATP Finals (con un record di 10 finali disputate), 3 Laver Cup, 3 Hopman Cup, 1 Coppa Davis e 2 medaglie olimpiche tra cui un oro, vinto ai Giochi Olimpici di Pechino 2008 in coppia con Stanislas Wawrinka, e un argento a Londra 2012 nella finale singolare persa contro Andy Murray.
Complessivamente ha vinto 118 titoli, cifra che lo porta alla posizione nº 5 nella classifica dei tennisti per numero di titoli vinti, dei quali 103 solo nel singolare (2° in questa classifica dietro a Jimmy Connors).
Siede al secondo posto nella classifica all-time di settimane trascorse da nº 1 del mondo (310), alle spalle del solo Novak Đoković (428), detenendo, però, il record di quelle consecutive trascorse in vetta al ranking (237). Ha vinto, inoltre, 19 ATP Fans' Favourite, 13 Stefan Edberg Sportsmanship Award, ed è stato nomitato per 5 volte ITF World Champion.
Con un montepremi di circa 130 milioni di dollari è il terzo tennista della storia nella graduatoria dei guadagni ottenuti in carriera, preceduto da Novak Đoković (184) e Rafael Nadal (134): considerando i guadagni provenienti dagli sponsor, il campione svizzero è stato il primo tennista della storia a raggiungere e superare la cifra complessiva di un miliardo in dollari statunitensi.

## Biografia

### Vita privata
Roger Federer è nato a Basilea l'8 agosto 1981; il padre, Robert Federer, è svizzero di Berneck e la madre Lynette Durand è sudafricana. Ha una sorella maggiore di nome Diana e ha la doppia nazionalità svizzera e sudafricana. È cresciuto a Riehen e poi Münchenstein, nei dintorni di Basilea e vicino al confine con la Francia e la Germania. Oltre allo svizzero tedesco (sua lingua madre) parla correntemente il tedesco, l'inglese e il francese. In ambito calcistico, Federer è un tifoso del Basilea, infatti non di rado è possibile vederlo al St. Jakob-Park.

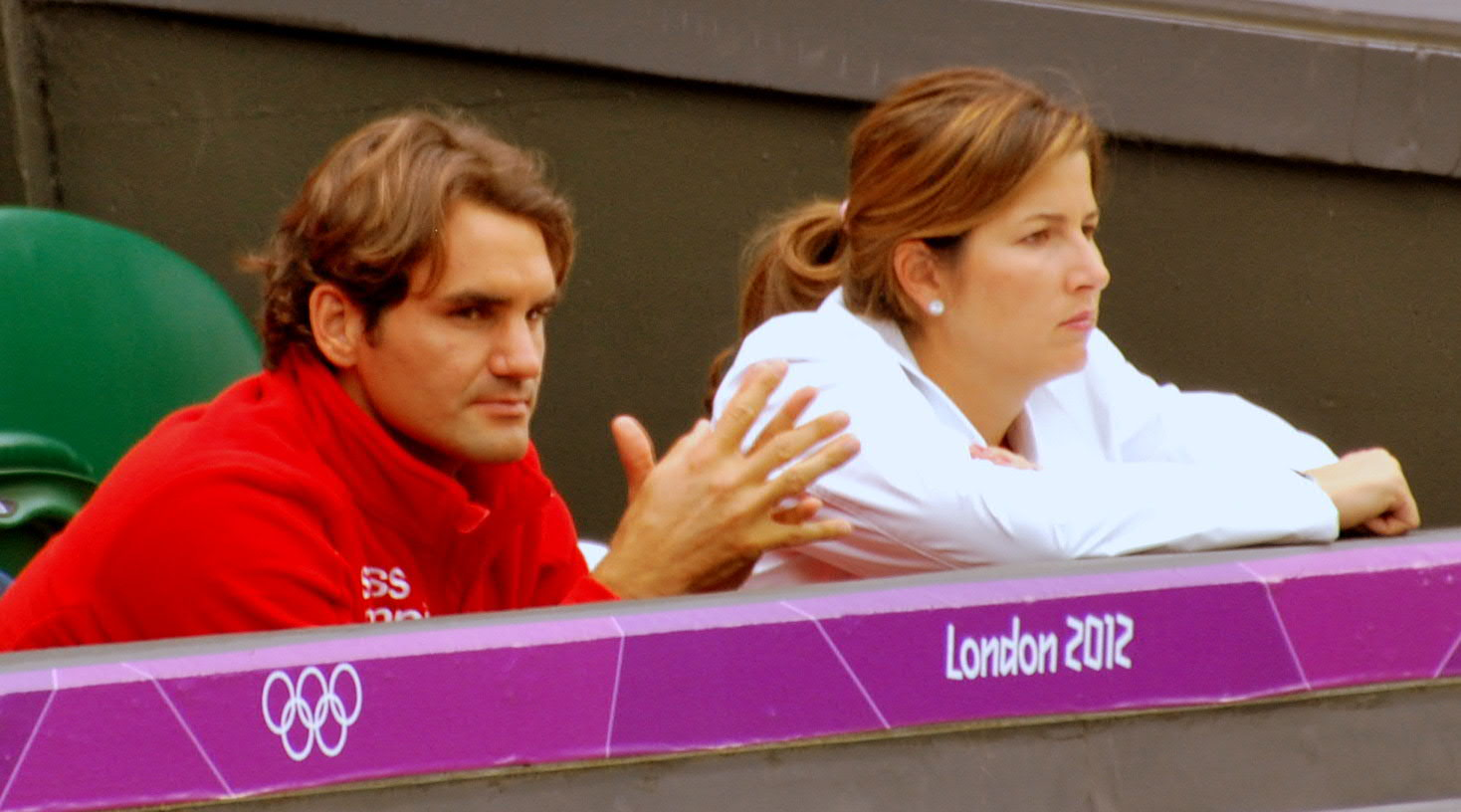
Federer e la moglie Mirka nel 2012

Risiede a Wollerau, nel Canton Svitto, ed è sposato con l'ex-giocatrice di tennis svizzera (di origine slovacca) Miroslava Vavrinec, detta Mirka, ritiratasi dalle competizioni nel 2002 a causa di un infortunio al piede.
La coppia si è unita in matrimonio l'11 aprile 2009; il 24 luglio 2009 Mirka diede alla luce due gemelle, chiamate Myla Rose e Charlene Riva. Il 6 maggio 2014 la coppia ha avuto una nuova coppia di gemelli, questa volta maschi: Leo e Lennart.

### Iniziative oltre il tennis
Nel settembre del 2003 Federer lanciò una linea di cosmetici e fragranze chiamata RF Cosmetics. Nel dicembre dello stesso anno creò l'omonima fondazione, con lo scopo di aiutare i bambini disagiati, principalmente in Sudafrica. Si fece inoltre promotore fra i tennisti di un'iniziativa per aiutare le persone colpite dallo tsunami nell'Oceano Indiano, organizzando delle partite di beneficenza i cui fondi sono poi stati devoluti all'UNICEF. Il 3 aprile 2006 fu nominato ambasciatore dell'UNICEF, mentre in dicembre fece il suo primo viaggio in qualità di Goodwill Ambassador dell'UNICEF, visitando i bambini delle città indiane del Tamil Nadu, in una regione completamente devastata dal maremoto del 2004. In occasione della giornata mondiale per la lotta all'AIDS del 2007 prestò la sua immagine per un video volto a sensibilizzare l'opinione pubblica sul problema della trasmissione del virus dalle madri ai neonati.
Nel 2010, in seguito al terremoto di Haiti, Federer, in collaborazione con altri tennisti, organizzò, durante l'Australian Open 2010, un evento di beneficenza chiamato 'Hit for Haiti', il cui ricavato venne destinato alle vittime del terremoto.

### Team
Federer, pressoché unico tra i professionisti di alto livello, non ha avuto per diversi anni un coach stabile. Dopo la rottura del sodalizio con l'australiano Tony Roche nel 2007, si è allenato per un breve periodo del 2008 sotto la guida dello spagnolo José Higueras. Dopo una collaborazione part-time con il capitano svizzero di Coppa Davis Severin Lüthi, in seguito alla sconfitta nei quarti di finale di Wimbledon 2010 decide di ingaggiare l'ex allenatore di Pete Sampras, Paul Annacone. La collaborazione dura fino a ottobre 2013, quando Federer decide di terminarla. All'inizio della stagione successiva annuncia che Stefan Edberg è il suo nuovo coach. Lo staff di Federer comprende ancora Lüthi, il quale è anche il capitano della squadra svizzera di Coppa Davis. Alla fine del 2015 Federer ed Edberg pongono fine alla loro collaborazione. Il main coach dello svizzero rimane Lüthi, affiancato dal croato Ivan Ljubičić, ex allenatore di Milos Raonic. Lo staff di Federer comprende inoltre Daniel Troxler, fisioterapista, e Pierre Paganini, preparatore atletico.

## Carriera sportiva
Iniziò a giocare a tennis all'età di sei anni. Nel 1990 partecipò per la prima volta a lezioni di tennis in gruppo mentre l'anno seguente cominciò a prendere lezioni private con cadenza settimanale. In quel periodo praticava anche il calcio e solo dall'età di 12 anni si dedicò unicamente al tennis. A 14 anni diventò campione svizzero assoluto e venne ammesso ad allenarsi nello Swiss National Tennis Center di a Ecublens. Nel 1996 fece il suo esordio nell'ITF Junior Circuit, due anni dopo vinse tra gli juniores il torneo di Wimbledon e il prestigioso Orange Bowl, chiudendo la stagione 1998 da nº 1 mondiale junior e da ITF junior World Champion.

### 1998-2000: approdo al professionismo, prime finali ATP, primo titolo Challenger, quarto alle Olimpiadi e 24º nel ranking
Mosse i primi passi tra i professionisti direttamente nell'ATP Tour nel luglio del 1998, poco prima di compiere 17 anni, dopo aver vinto nello stesso anno tra gli juniores i Championships di Wimbledon e avere raggiunto la finale agli US Open, sempre juniores. Esordì a Gstaad, perdendo il primo match disputato contro Lucas Arnold Ker (un doppio 6-4), e ottenne la prima vittoria della carriera a Tolosa contro Guillaume Raoux per 6-2 6-2. Impreziosì la stagione conquistando il torneo Juniores dell'Orange Bowl in Florida. Chiuse il 1998 alla 301ª posizione della classifica ATP.
Nel 1999 debuttò per la Svizzera in Coppa Davis contro l'Italia, aggiudicandosi il singolare d'esordio in quattro set contro Davide Sanguinetti. Raggiunse le semifinali nel torneo ATP di Vienna e vinse il primo titolo al Challenger di Brest. A settembre fece il suo ingresso nella top 100 e a novembre raggiunse il 57º posto mondiale. Nel 2000 raggiunse le prime finali nel circuito ATP all'Open 13 di Marsiglia e allo Swiss Indoors di Basilea. Si classificò quarto alle Olimpiadi di Sydney e a novembre raggiunse il 24º posto della classifica di singolare.

### 2001: primo titolo ATP, vittoria a Wimbledon su Sampras, trionfo in Hopman Cup e 12º nel ranking
Nel 2001 vinse a Milano il primo torneo ATP sconfiggendo Julien Boutter 6-4, 6-7, 6-4 in finale, dopo l'uscita prematura agli Australian Open. A inizio 2001 inoltre vinse in coppia con Martina Hingis la Hopman Cup, torneo per nazioni a squadre miste. A febbraio vinse in Coppa Davis i tre match giocati contro gli Stati Uniti, e arrivò in finale a Rotterdam, per poi raggiungere i quarti di finale sia all'Open di Francia sia a Wimbledon. Sulla strada per i quarti sconfisse Pete Sampras in cinque set, con il punteggio di per 7-6(7), 5-7, 6-4, 6(2)-7, 7-5, ponendo fine alla striscia dell'americano di 31 vittorie consecutive sull'erba londinese. Tale confronto resta l'unico mai disputato tra i due giocatori in un torneo ufficiale, ed è considerato dagli esperti la vera e propria svolta nella carriera dell'elvetico. Nella seconda parte della stagione vi fu l'uscita agli ottavi di finale agli US Open , con cui portò il miglior ranking alla 12ª posizione, e il risultato più importante fu la finale al torneo di Basilea.

### 2002: primo titolo Masters Series e 6º nel ranking

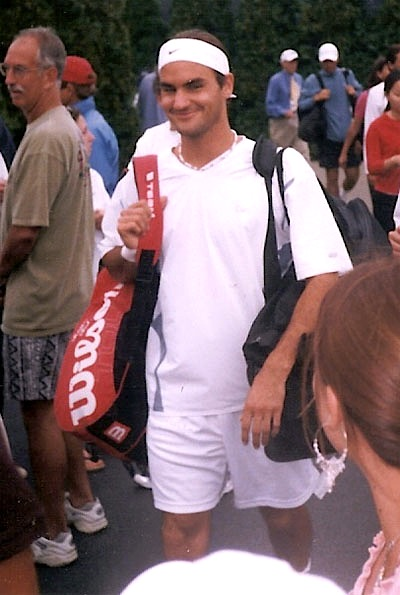
Federer agli US Open 2002

Nel 2002 Federer inaugurò l'anno vincendo il suo secondo titolo in carriera a Sydney battendo in finale Chela 6-3, 6-3, raggiunse poi la prima finale in un torneo ATP Masters Series a Miami e fu sconfitto da Andre Agassi. Si aggiudicò la seconda finale di un Masters Series al German Open Hamburg contro Marat Safin per 6-1, 6-4, 6-3, successo che valse la prima entrata nella top 10. Vinse anche i singolari di Coppa Davis contro gli ex-numeri uno (Safin e Evgenij Kafel'nikov). All'Open di Francia, a Wimbledon e all'US Open uscì prematuramente, probabilmente anche a causa dello sconforto provato per l'improvvisa morte in un incidente stradale del suo allenatore australiano Peter Carter. Vinse a Vienna il suo quarto titolo in carriera battendo Jiri Novak 6-4, 6-1, 3-6, 6-4 e salì al 6º posto mondiale dopo i quarti di finale raggiunti al Paris Masters. Si qualificò per la prima volta alla Tennis Masters Cup e perse in semifinale contro Lleyton Hewitt.

### 2003: primo titolo in uno Slam e alla Masters Cup, 2º nel ranking
Sconfitto nei quarti a Doha e al secondo turno a Sidney, agli Australian Open fu eliminato al quarto turno da David Nalbandian. Vinse i tornei di Marsiglia contro Bjorkman e di Dubai contro Novak entrambi in due set. Sulla terra rossa conquistò il torneo di Monaco di Baviera sconfiggendo Jarkko Nieminen, perse in finale agli Internazionali d'Italia contro Félix Mantilla e fu eliminato al terzo turno del Master Series di Amburgo. Agli Open di Francia uscì al primo turno per mano di Luis Horna.
Sull'erba, superficie da lui prediletta, ottenne i suoi migliori risultati; nel torneo di Halle prevalse in finale su Nicolas Kiefer, ma in particolare il 7 luglio passò alla storia, divenendo il primo svizzero a vincere il singolare maschile a Wimbledon. Cedette un solo set in tutto il torneo al terzo turno contro Fish, ebbe la meglio su Andy Roddick in semifinale e Mark Philippoussis all'ultimo atto, battuto con il punteggio di 7-6(5), 6-2, 7-6(3). A Gstaad fu premiato per il successo a Wimbledon con una mucca da latte da 800 chili che gli fu consegnata direttamente sul campo centrale del torneo.
Salì al secondo posto mondiale dopo la semifinale persa contro Andy Roddick al Canadian Open, mentre fu sconfitto da David Nalbandian al secondo turno del Cincinnati Masters e al quarto turno degli US Open. Negli ultimi impegni stagionali vinse il torneo di Vienna battendo in tre set Carlos Moya e non raggiunse la finale a Basilea, Parigi e Madrid. Vinse la sua prima Masters Cup a Houston superando in finale Andre Agassi per 6-3, 6-0, 6-4. In Coppa Davis, nel corso della stessa stagione, vinse quattro incontri per la Svizzera senza perdere un set e fu sconfitto nella decisiva sfida per l'accesso alla finale da Lleyton Hewitt. Terminò la stagione al 2º posto della classifica ATP a pochi punti da Andy Roddick. A dicembre ebbe fine il sodalizio con l'allenatore Peter Lundgren, nella stagione successiva non si avvalse di alcun coach: si affidò unicamente alle cure del preparatore atletico Pierre Paganini e del fisioterapista Pavel Kovac, oltre che a un gruppo ristretto di amici.

### 2004: l'inizio del dominio mondiale

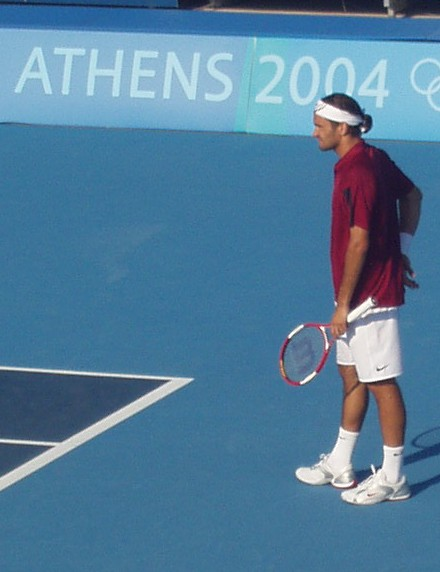
Federer alle Olimpiadi 2004

All'inizio dell'anno vinse il secondo torneo del Grande Slam agliAustralian Open (7-6(3), 6-4, 6-2 a Safin in finale), che lo proiettò per la prima volta in vetta alla classifica ATP. Vinse anche a Dubai, e nei Masters Series di Indian Wells e Amburgo, sconfiggendo rispettivamente Feliciano López, Tim Henman e Guillermo Coria. Al Miami Open fu sconfitto a sorpresa nel suo primo match contro il diciassettenne Rafael Nadal, che si impose un doppio 6-3. Eliminato al terzo turno del Roland Garros da Gustavo Kuerten, dopo la seconda vittoria ad Halle contro Fish, il 4 luglio arrivò anche il secondo successo a Wimbledon, battendo Roddick in finale per 4-6, 7-5, 7-6(3), 6-4. Vinse a Gstaad sulla terra rossa (primo torneo vinto in Svizzera) e il Masters Series di Toronto rispettivamente contro Igor' Andreev e Roddick. Al torneo olimpico di Atene fu eliminato al secondo turno da Tomáš Berdych.
Conquistò il titolo anche agli US Open, questa volta battendo Lleyton Hewitt per 6-0, 7-6, 6-0, diventando il primo giocatore della storia a vincere 4 finali dello Slam su 4 disputate e il primo dal 1988 (Mats Wilander) a vincere 3 titoli dello Slam in un anno. Vinse anche a Bangkok e la sua seconda Masters Cup a Houston con i successi su Safin in semifinale e Hewitt in finale per 6-3, 6-2. Chiuse la stagione in vetta alla classifica classifica ATP dopo aver vinto tutti i match contro giocatori top 10 e tutte le finali disputate, e fu nominato ITF World Champion. Come molta stampa dell'epoca sottolineò, nel 2004 fu protagonista di una delle più grandi annate che il tennis moderno ricordi.

### 2005: 81 match vinti e 4 persi

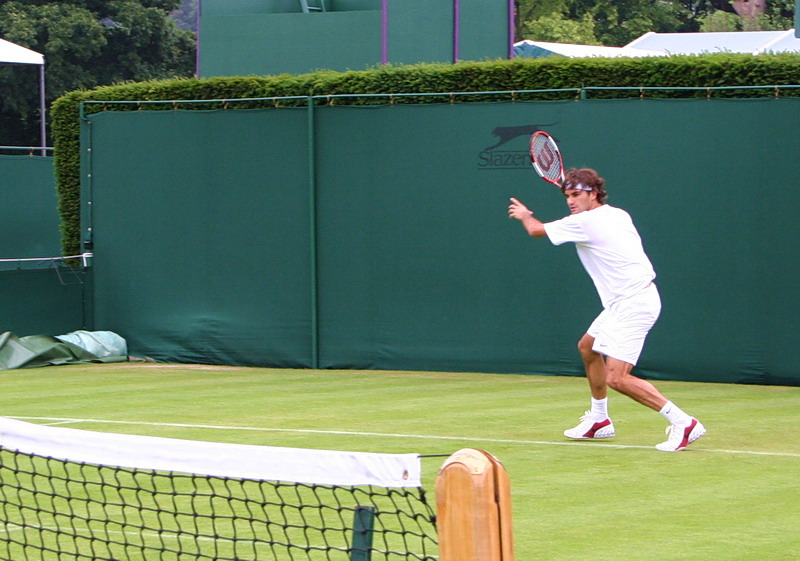
Federer al Torneo di Wimbledon 2005

All'inizio dell'anno scelse come allenatore Tony Roche. Agli Australian Open fu sconfitto in semifinale dal vincitore del torneo Marat Safin, che si impose dopo più di 4 ore con il punteggio di 7-5, 4-6, 7-5, 6(6)-7, 7-9. Le prime vittorie arrivarono a Doha, Rotterdam e Dubai: in tutte e tre le occasioni l'avversario in finale fu Ivan Ljubičić. Vinse anche i due Masters statunitensi di Indian Wells e Miami, sconfiggendo rispettivamente Lleyton Hewitt e Rafael Nadal, contro il quale dovette recuperare uno svantaggio di due set. Al Roland Garros fu battuto in semifinale dallo stesso Nadal.
A Wimbledon trionfò per la terza volta consecutiva, questa volta battendo in finale Roddick, che superò anche nella finale al Masters Series di Cincinnati. Arrivò inoltre il trionfo agli US Open: stavolta fu l'ex-nº 1 del mondo Agassi a cedere con il punteggio di 6-3, 2-6, 7-6(1), 6-1. Vinse anche a Bangkok battendo in finale un giovanissimo Andy Murray, ma successivamente fu vittima di un serio infortunio alla caviglia destra occorsogli in allenamento che ne pregiudicò il finale di stagione, portandolo in condizioni di forma precarie al Masters di Shanghai, dove tuttavia raggiunse la finale e fu sconfitto da Nalbandian sprecando un vantaggio di due set. Questa sconfitta interruppe una striscia vincente di 35 incontri, e gli impedì di eguagliare il record di John McEnroe del 1984, anno nel quale l'americano perse solo tre match. Federer chiuse la stagione nuovamente da nº 1 mondiale ATP senza mai cedere il primato del ranking mondiale ATP durante l'annata.

### 2006: l'anno più vincente

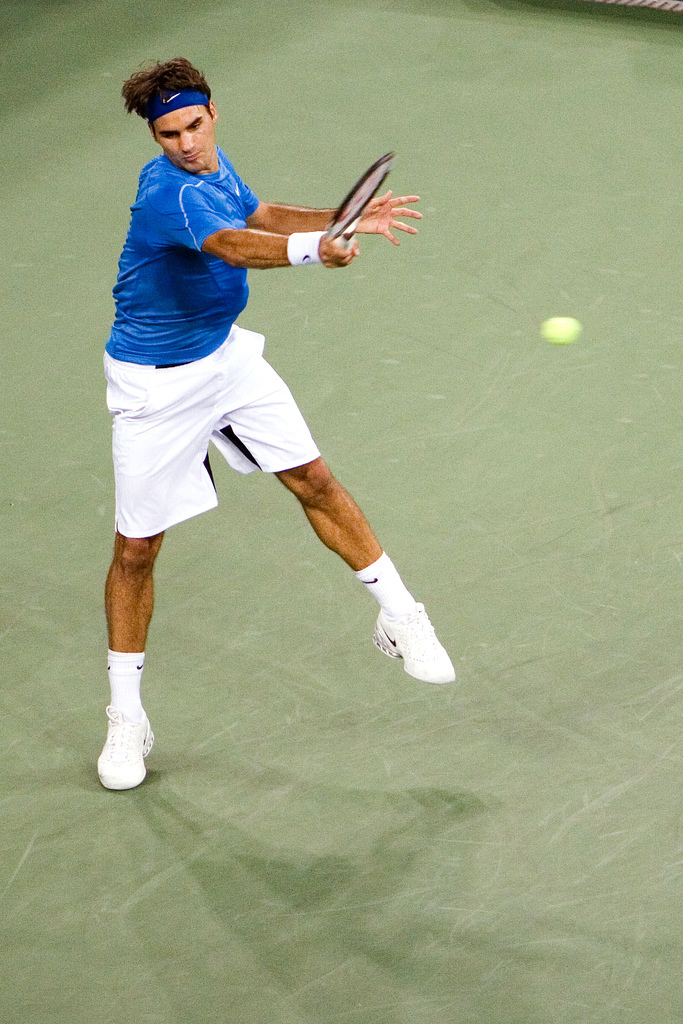
Federer agli US Open 2006

Nel 2006 si impose nel primo torneo della stagione a Doha su Monfils, per poi aggiudicarsi l'Australian Open, settimo titolo del Grande Slam, sconfiggendo in finale Marcos Baghdatis per 5-7, 7-5, 6-0, 6-2. Si aggiudicò di nuovo sia il trofeo di Indian Wells, contro James Blake, sia quello di Miami, stavolta superando Ivan Ljubičić. Con questa affermazione divenne il primo tennista nella storia a realizzare per due anni di fila la prestigiosa "doppietta" Indian Wells-Miami. In finale al Masters Series di Monte Carlo perse con Rafael Nadal. il 14 maggio giunse per la seconda volta in finale agli Internazionali d'Italia e fu battuto nuovamente da Rafael Nadal, dopo aver avuto un match point a favore.
Raggiunse per la prima volta la finale anche al Roland Garros e fu nuovamente battuto da Nadal, il quale conquistò così il suo secondo torneo del Grande Slam imponendosi per 1-6, 6-1, 6-4, 7-6 e diventando il primo giocatore a sconfiggere Federer in una finale dello Slam. Vinse poi per la quarta volta sia il torneo di Halle che il torneo di Wimbledon sempre contro Nadal per 6-0, 7-6, 6-7, 6-3. Dominando Richard Gasquet al primo turno di Wimbledon, portò a 42 il primato di vittorie consecutive sull'erba, che subito migliorò vincendo per la quarta volta consecutiva lo Slam londinese.
Conquistò il Master Series di Toronto contro Gasquet, mentre a Cincinnati fu superato da Andy Murray, perdendo il quinto e ultimo incontro stagionale (gli altri quattro furono opera di Nadal). Si impose anche agli US Open superando in finale Roddick per 6-2, 4-6, 7-5, 6-1. A quella vittoria seguirono i successi nei tornei di Tokyo, nel Madrid Masters e, per la prima volta, nel torneo casalingo di Basilea. Il 19 novembre ottenne la sua terza Masters Cup nella finale disputata a Shanghai contro Blake e chiuse la stagione da nº 1 mondiale ATP per il terzo anno consecutivo, nuovamente senza mai cedere il primato del ranking ATP.

### 2007: tripletta Australian Open - Wimbledon - US Open (terza volta in carriera)
Iniziò la stagione con il trionfo agli Australian Open (superando in finale Fernando González) e divenne il primo giocatore dal 1980 (dopo Borg al Roland Garros) a vincere un torneo del Grande Slam senza cedere alcun set. Arrivarono poi la vittoria nel torneo ATP di Dubai e le sconfitte contro Guillermo Cañas al 2º turno di Indian Wells e al 4º del Miami Open. Dopo aver perso la finale del Monte Carlo Masters contro Nadal, il suo altalenante stato di forma ebbe confermacon l'eliminazione negli ottavi di finale al Masters di Roma contro Filippo Volandri. A fine torneo annunciò la fine del rapporto con il coach Tony Roche che lo assisteva, seppure part-time, da oltre due anni.

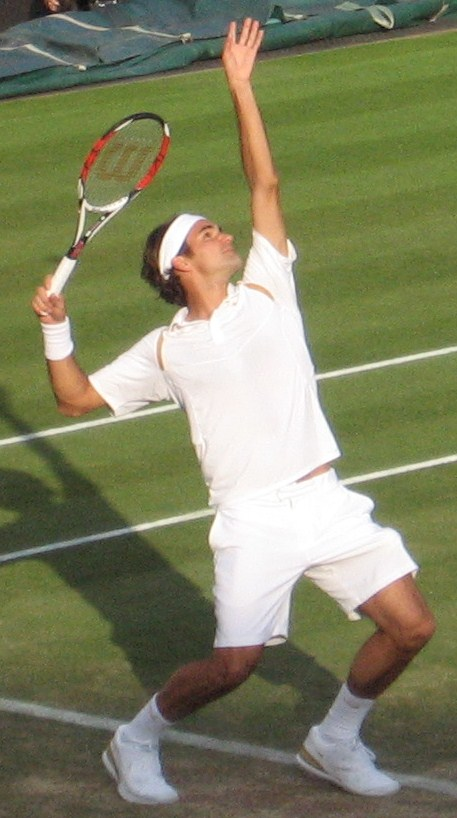
Federer a Wimbledon nel 2007

All'Amburgo Masters sconfisse in finale Nadal, ponendo fine alla striscia di 81 vittorie consecutive sulla terra battuta dello spagnolo. In finale agli Open di Francia fu invece il maiorchino a prevalere con il punteggio di 6-3, 4-6, 6-3, 6-4, e ad aggiudicarsi il trofeo per il terzo anno di fila. Si prese la rivincita sconfiggendo Nadal nella finale di Wimbledon per 7-6, 4-6, 7-6, 2-6, 6-2, dopo quattro ore di match, aggiudicandosi il 5º Wimbledon ed eguagliando il record di trionfi consecutivi nel torneo detenuto da Borg e Laurence Doherty. Raggiunse la finale al Master Series di Montréal, e fu battuto per la prima volta da Novak Đoković, e a Cincinnati, dove invece vinse il suo 50º torneo in carriera. Per il viaggio da Montréal a Cincinnati offrì un passaggio sul volo charter affittato per sé e per il proprio staff a Nadal e alla sua ragazza, che non avevano trovato posto sugli aerei di linea.
Il 9 settembre vinse gli US Open per la quarta volta di fila, battendo in finale Đoković con il punteggio di 7-6, 7-6, 6-4. Con questo successo raggiunse Roy Emerson con dodici tornei Slam vinti, portandosi a due lunghezze dal record assoluto di Sampras di 14. Nel finale di stagione fu sconfitto da Nalbandian sia in finale a Madrid che agli ottavi del Paris Masters. Dopo il secondo trionfo consecutivo nel torneo di Basilea, pur perdendo il primo match di round-robin contro Fernando González alla Masters Cup di Shanghai, raggiunse la finale e sconfisse per 6-2, 6-3, 6-2 David Ferrer. Terminò il 2007 al 1º posto mondiale per il quarto anno consecutivo e senza mai cedere in stagione la vetta della classifica ATP per il terzo anno consecutivo.

### 2008: l'oro olimpico in doppio e il quinto US Open consecutivo

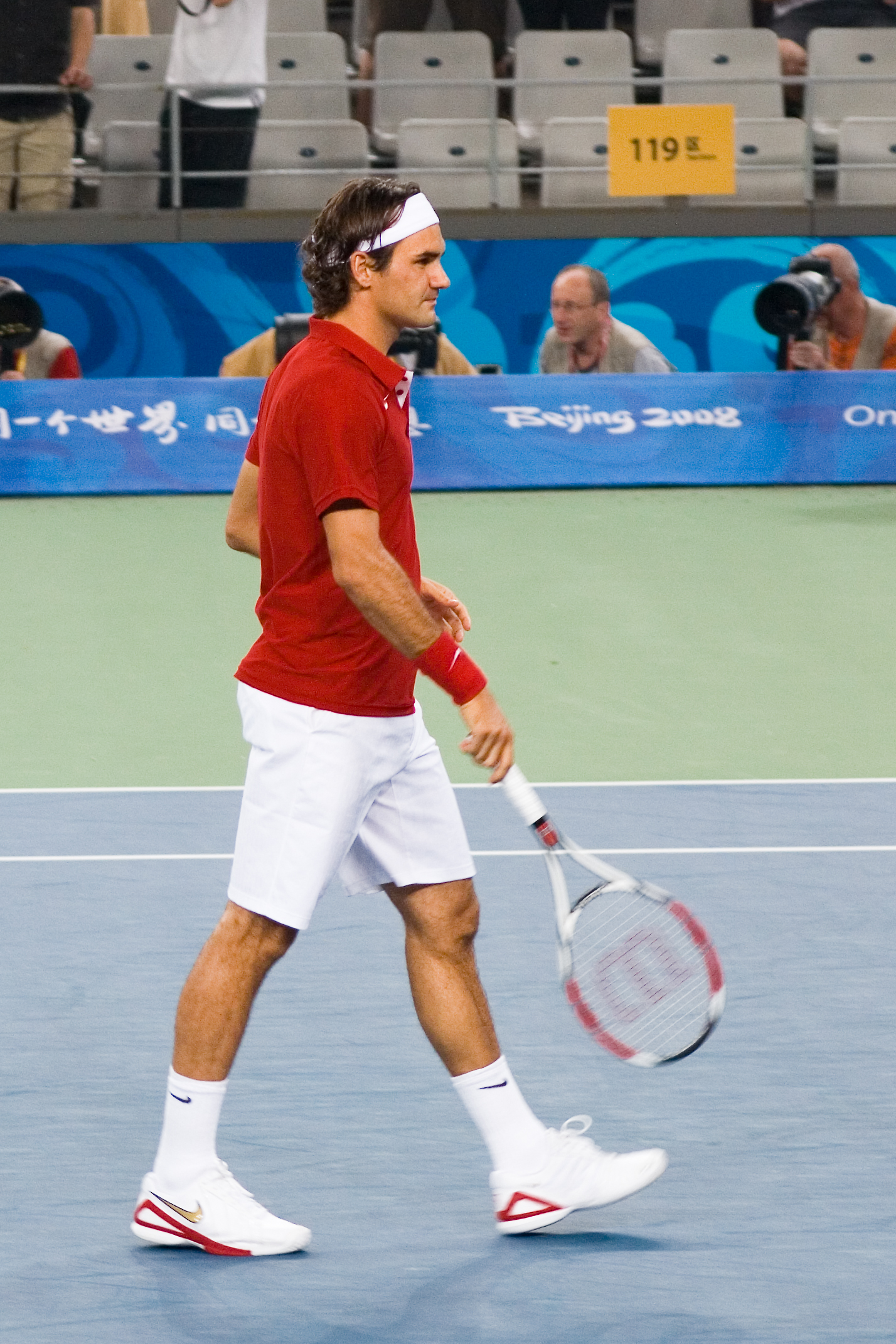
Roger Federer alle Olimpiadi di Pechino 2008

Si presentò agli Australian Open reduce da un'influenza allo stomaco patita nella settimana precedente l'inizio del torneo, l'8 marzo si sarebbe scoperto che lo stato di malessere era dipeso da una leggera forma di mononucleosi guarita verso fine febbraio. Nonostante le precarie condizioni fisiche approdò in semifinale e fu sconfitto in tre set dal futuro vincitore del torneo, Đoković. Dopo questo torneo per diversi mesi non si espresse al meglio delle proprie possibilità. Al torneo di Dubai uscì di scena al primo turno per mano di Andy Murray, mentre al torneo Master series di Indian Wells fu sconfitto in semifinale da Mardy Fish.
Dopo essersi affidato alla cura tecnica di José Higueras per la stagione sulla terra rossa, tornò al successo all'Open di Estoril, mentre al Monte Carlo Masters venne battuto da Nadal e agli Internazionali d'Italia uscì di scena nei quarti contro Radek Štěpánek. Sia al Master Series di Amburgo, che al Roland Garros perse di nuovo in finale contro Nadal. Conquistò il suo cinquantacinquesimo titolo in carriera sull'erba di Halle, portando a 59 le sue vittorie consecutive su questa superficie e a 25 quelle nel torneo tedesco. Per la sesta volta consecutiva approdò alla finale di Wimbledon e fu battuto da Nadal in un epico incontro di 4 ore e 48 minuti, conclusosi con il punteggio di 4-6, 4-6, 7-6(5), 7-6(8), 7-9. Si interruppe così la striscia vincente sull'erba (65 vittorie) e quella al torneo londinese (41).
Giunsero poi le eliminazioni al secondo turno del Master Series di Toronto per mano di Gilles Simon e al terzo turno a Cincinnati contro Ivo Karlović, e il 18 agosto perse in favore di Nadal la posizione nº 1 del ranking che deteneva dal 2 febbraio del 2004 per 237 settimane consecutive (record mondiale). Alla cerimonia d'apertura delle Olimpiadi di Pechino 2008 fu nuovamente il portabandiera per la Svizzera. Nel torneo olimpico uscì nei quarti contro James Blake, ma si riscattò in doppio, aggiudicandosi il torneo e la medaglia d'oro in coppia con Stan Wawrinka. L'8 settembre trionfò agli US Open superando in finale Murray per 6-2, 7-5, 6-2 (tredicesimo titolo del Grande Slam, quinto consecutivo a New York e il record di 35 vittorie consecutive sui campi di Flushing Meadows). In Coppa Davis, vincendo un singolare e il doppio, contribuì al ritorno della Svizzera nel gruppo mondiale ai danni del Belgio.
Nonostante la sconfitta in semifinale da Andy Murray al Madrid Masters, stabilì il record di premi vinti in carriera nel tennis maschile con 43,3 milioni di dollari, superando il record di Sampras. Vinse il terzo titolo consecutivo a Basilea superando nell'ultimo atto David Nalbandian. Al Paris Masters si ritirò per un infortunio alla schiena che lo condizionò anche al Masters di Shanghai, dove non superò il round-robin, fallendo per la prima volta l'accesso alle semifinali.

### 2009: il Career Grand Slam e quinto anno chiuso al 1º posto ATP

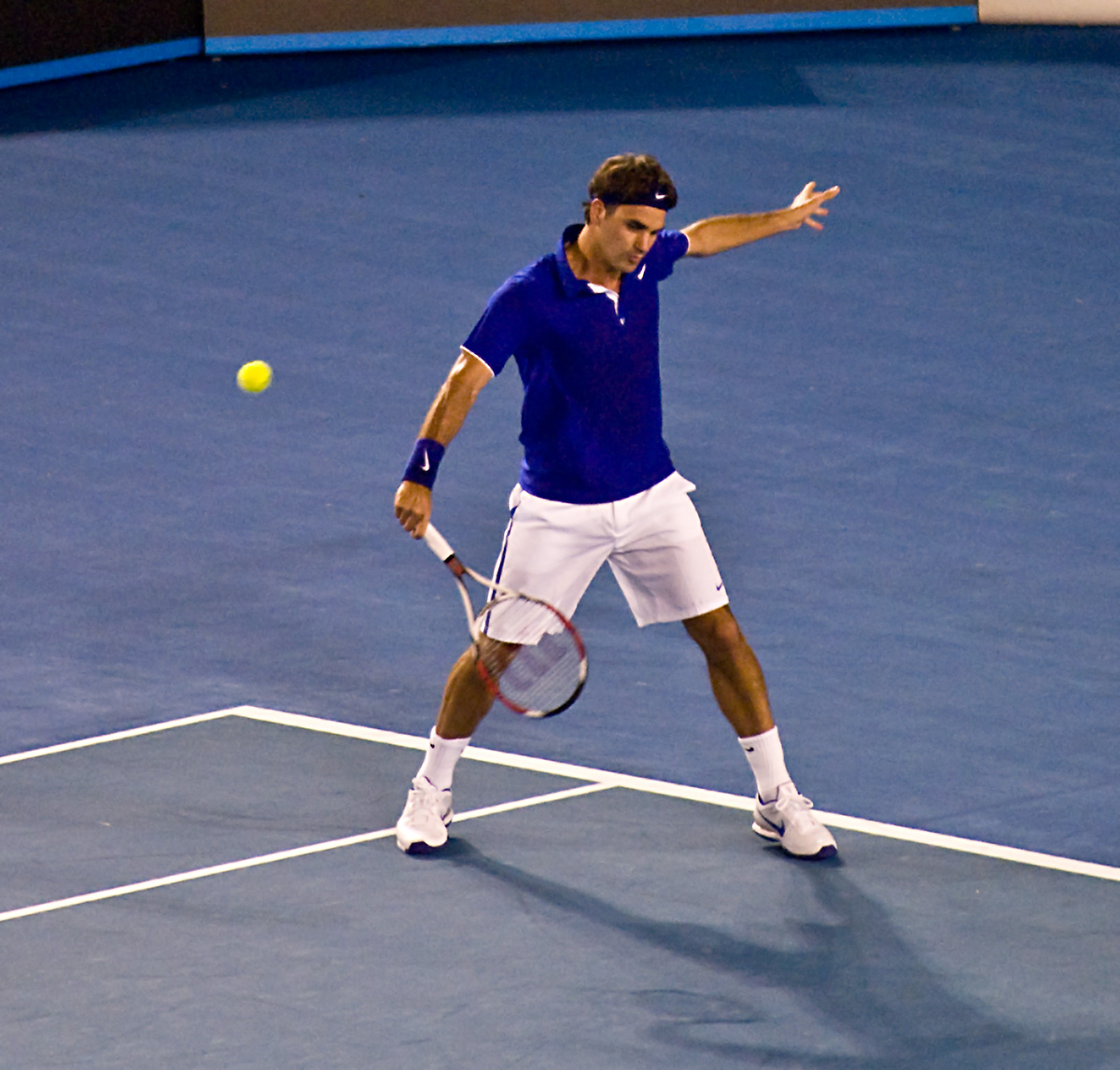
Federer agli Australian Open 2009

Agli Australian Open perse al quinto set la finale contro Nadal, che si impose per la prima volta contro Federer in un torneo del Grande Slam sul cemento, con il punteggio di 7-5, 3-6, 7-6(3), 3-6, 6-2. Problemi alla schiena lo costrinsero al ritiro al torneo di Dubai e a rinunciare a giocare in Coppa Davis. Tornò a giocare a Indian Wells e poi a Miami: in entrambi i casi uscì di scena in semifinale. Al Madrid Open tornò alla vittoria battendo Nadal con un doppio 6-4, conquistando il 58º titolo in carriera e ponendo fine alla striscia di 31 vittorie consecutive dello spagnolo sulla terra rossa.

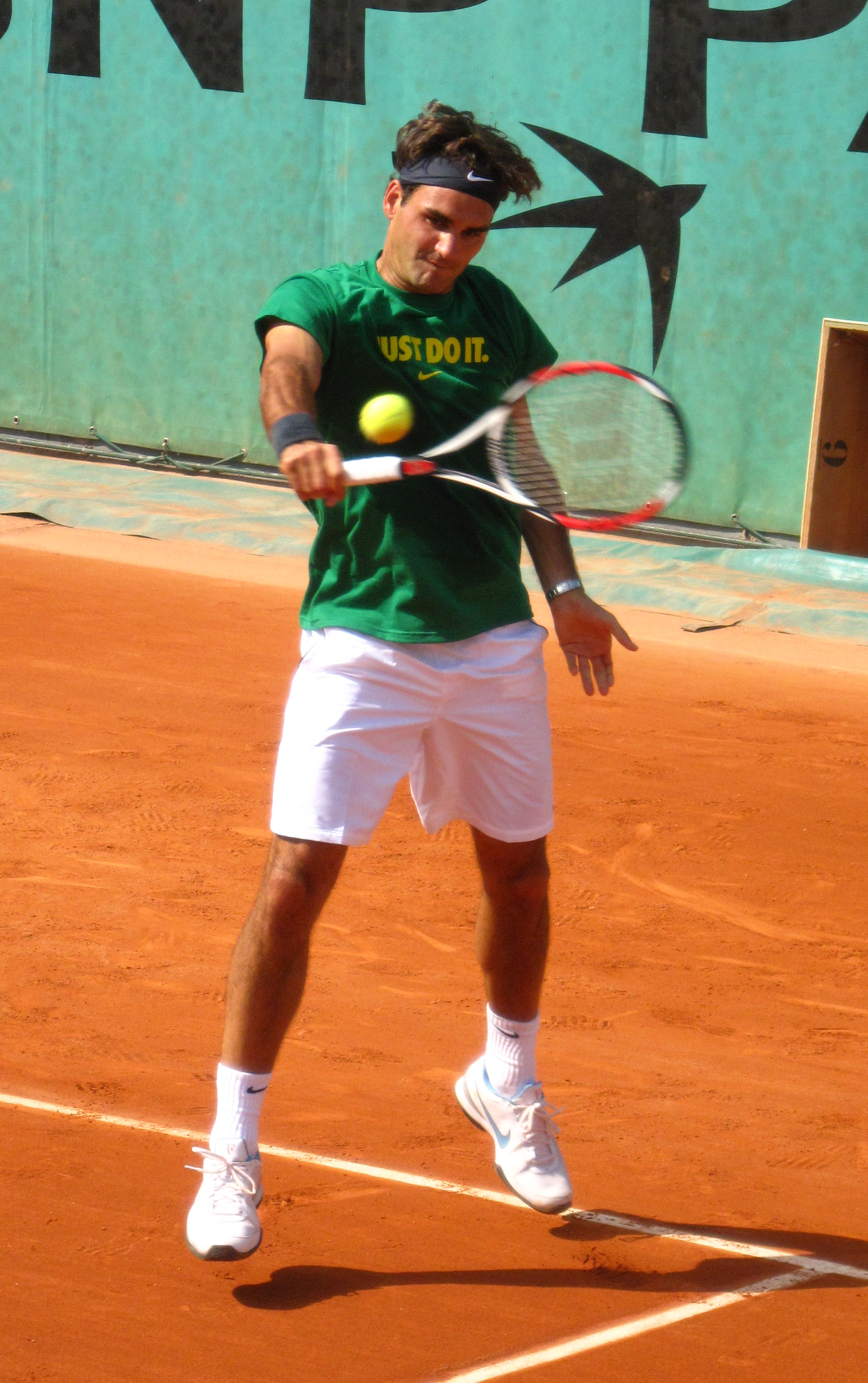
Federer al Roland Garros 2009

Con la semifinale raggiunta al Roland Garros divenne il primo giocatore ad avere raggiunto per cinque anni consecutivi le semifinali in tutti i tornei del Grande Slam. In finale sconfisse l'outsider Robin Söderling con il punteggio di 6-1, 7-6(1), 6-4, conquistando l'unico torneo del Grande Slam che mancava alla sua bacheca e diventando il sesto giocatore a vincere in carriera tutti e quattro i tornei dello Slam. Con quest'ultimo risultato eguagliò inoltre il record di Sampras di 14 trionfi nei Majors. Batté tale record vincendo il 15º titolo del Grande Slam al torneo di Wimbledon con il successo in finale su Roddick per 5-7, 7-6, 7-6, 3-6, 16-14. Con questo risultato, e con la contestuale assenza di Nadal al torneo londinese, Federer riconquistò la prima posizione nella classifica ATP. Battuto anche il record di Ivan Lendl di diciannove finali raggiunte negli Slam: con il successo a Londra giunse a quota venti.
Vinse anche il Masters di Cincinnati battendo in finale Đoković dopo essere stato eliminato nei quarti al Canadian Open da Jo-Wilfried Tsonga. Due settimane dopo raggiunse le semifinali agli US Open, dove sconfisse Đoković: era la 22ª semifinale consecutiva nei tornei del Grande Slam. In finale fu sconfitto da Juan Martín del Potro al quinto set. Rinunciò ai tornei asiatici, si presentò in condizioni ancora imperfette al Paris Masters e fu sconfitto da Julien Benneteau al secondo turno. Alla Masters Cup raggiunse le semifinali e fu eliminato per la prima volta in carriera da Nikolaj Davydenko. Chiuse la stagione da nº 1 mondiale ATP per la quinta volta in carriera.

### 2010: sedicesimo Slam e quinto titolo World Tour Finals

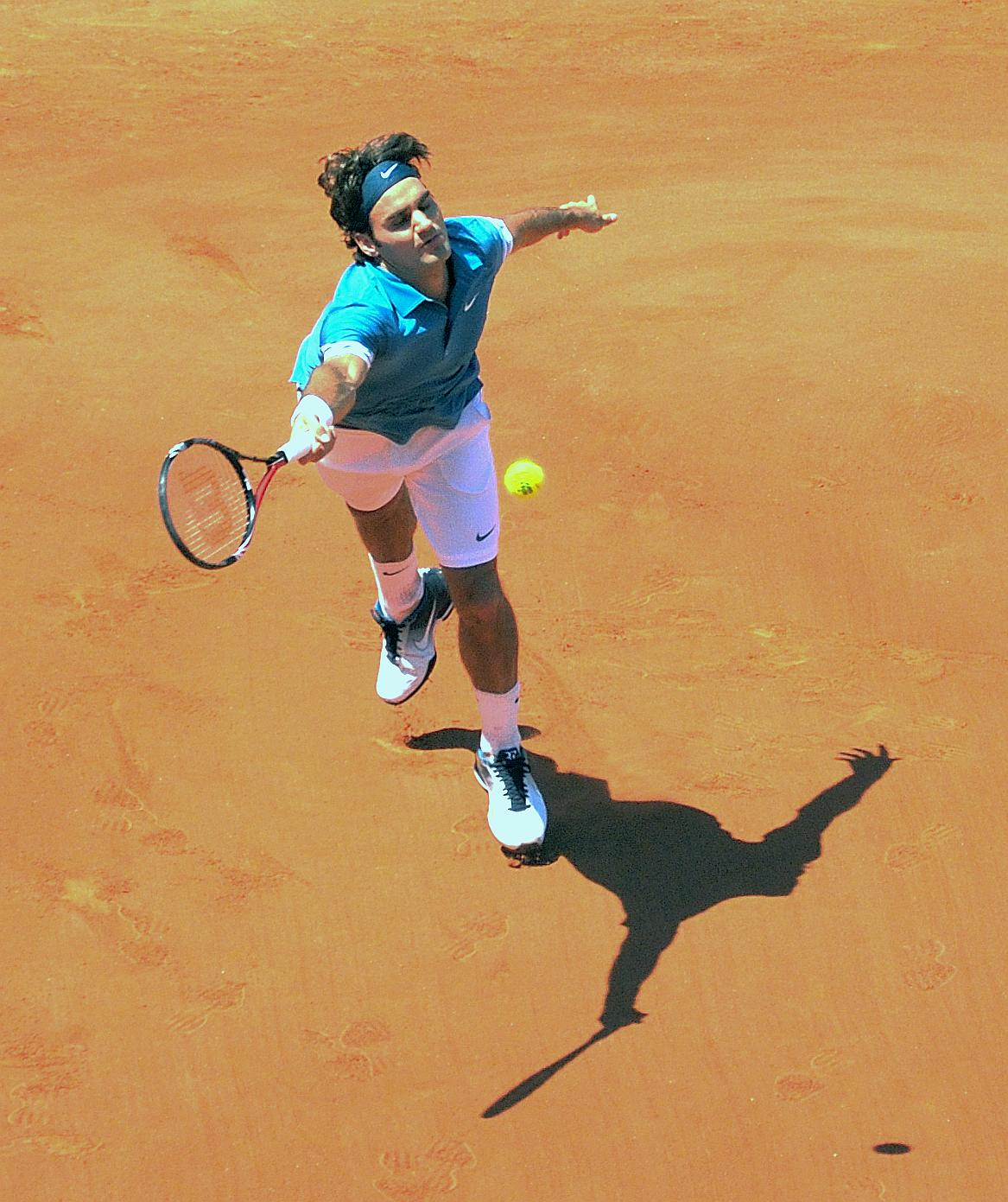
Roger Federer in azione al Roland Garros 2010

Agli Australian Open 2010 stabilisce il nuovo record di semifinali consecutive nei tornei del Grande Slam, 23, e poi vince per la quarta volta il torneo, sedicesimo titolo del Grande Slam in carriera, sconfiggendo in finale Andy Murray per 6-3, 6-4, 7-6(11). A Indian Wells e Miami viene eliminato rispettivamente al terzo e quarto turno da Marcos Baghdatis e Tomáš Berdych. Sconfitto in semifinale da Albert Montañés all'Estoril Open, perde la finale al Madrid Open contro Nadal per 6-4, 7-6(5) e non va oltre il secondo turno agli Internazionali d'Italia, sconfitto da Ernests Gulbis. Al Roland Garros esce ai quarti di finale in quattro set contro Robin Söderling, giocatore che aveva sempre sconfitto nei precedenti 12 incontri, inclusa la finale del Roland Garros 2009. Questa sconfitta pone fine al record di 23 semifinali consecutive giocate nei tornei del Grande Slam. Il 6 giugno perde la testa del ranking ATP in favore di Rafael Nadal, che di nuovo trionfa al Roland Garros.
Al torneo di Halle perde in finale da Lleyton Hewitt in tre set, mentre a Wimbledon esce di scena nei quarti di finale per mano di Tomáš Berdych al quarto set. Federer aveva già perso in finale al torneo di Wimbledon 2008, ma era dall'edizione 2003 che arrivava almeno alla finale. Con la sua sconfitta e il contemporaneo arrivo in semifinale di Novak Đoković, lo svizzero scende alla 3ª posizione del ranking ATP. Supportato dal nuovo coach Paul Annacone, al Canadian Open arriva in finale e viene sconfitto da Andy Murray con un doppio 7-5; tuttavia la vittoria in semifinale su Đoković gli vale il ritorno in 2ª posizione del ranking. Vince il Master 1000 di Cincinnati battendo in tre set Mardy Fish.
Raggiunge la semifinale agli US Open senza perdere alcun set e, dopo aver sprecato due match-ball, cede in cinque set a Novak Đoković, che a Flushing Meadows non lo aveva mai battuto, fermando a sei le sue finali consecutive agli US Open. La sconfitta costa a Federer la 2ª posizione del ranking ATP a favore del serbo. Allo Shanghai Masters perde in finale da Andy Murray con un secco 6-3, 6-2, tuttavia la vittoria su Đoković in semifinale gli consente di recuperare ancora una volta la 2ª posizione in classifica. Sconfigge per 6-4, 6-3 Florian Mayer in finale a Stoccolma, eguagliando il record di Pete Sampras a 64 titoli vinti in carriera. A novembre si aggiudica il 65º titolo in carriera, battendo in tre set Đoković in finale al Torneo di Basilea. Il 28 novembre batte Rafael Nadal per 6-3, 3-6, 6-1 in una spettacolare finale a Londra e vince per la quinta volta le ATP World Tour Finals dopo aver concesso un solo set nel corso del torneo.

### 2011: sesto titolo all'ATP World Tour Finals (record)

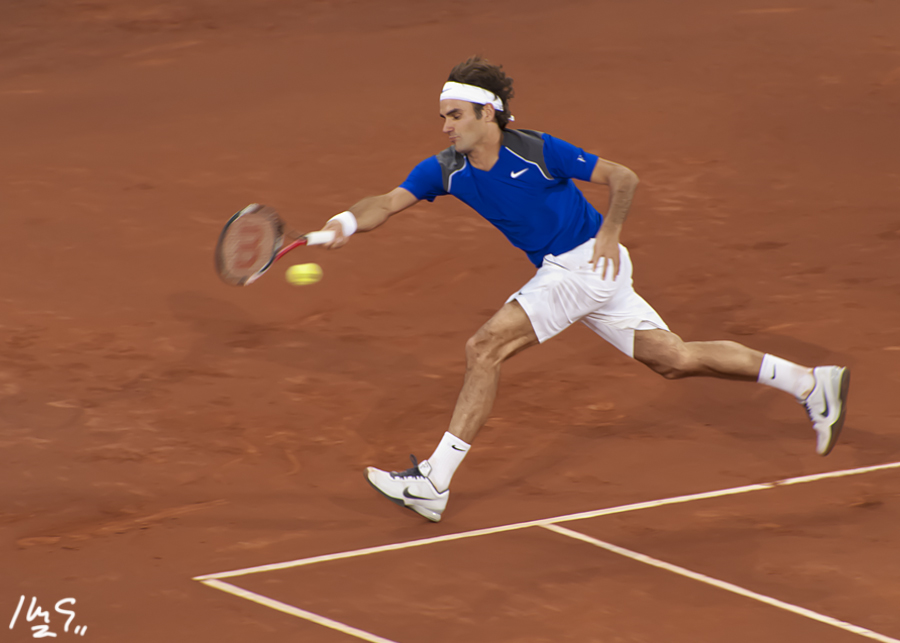
Federer al Masters 1000 di Madrid 2011

All'esordio stagionale vince il torneo di Doha con il successo su Davydenko per 6-3, 6-4, mentre agli Australian Open, dove difendeva il titolo del 2010, esce in semifinale per mano di Đoković al terzo set. Perde di nuovo contro il serbo nella finale di Dubai e in semifinale a Indian Wells. A Miami raccoglie solo cinque giochi in semifinale, questa volta contro Nadal. A Monte Carlo cede nei quarti a Jürgen Melzer, contro cui non aveva mai perso in carriera, a Madrid perde in semifinale contro Nadal (5-7, 6-1, 6-3) e a Roma viene eliminato a sorpresa da Gasquet al terzo turno. Il riscatto arriva al Roland Garros, non perde alcun set fino alla semifinale contro Đoković, imbattuto da 43 partite e vittorioso negli ultimi tre scontri diretti, e Federer si aggiudica il match in quattro set, raggiungendo la quinta finale in carriera nello Slam parigino. In finale viene di nuovo sconfitto da Nadal, che si impone per 7-5, 7-6, 5-7, 6-1.
Rinuncia al torneo di Halle, si presenta direttamente a Wimbledon ed esce nei quarti contro Jo-Wilfried Tsonga, che vince al quinto set in rimonta: è la prima volta che lo svizzero perde in uno Slam dopo essere stato avanti di due set. Perde contro Tsonga anche al terzo turno a Montréal e contro Tomáš Berdych a Cincinnati. Dopo il bel gioco mostrato nei primi turni agli US Open, viene battuto in semifinale da Đoković dopo essere stato in vantaggio di due set e aver sprecato due match point. Nella trasferta di Coppa Davis contro l'Australia guida la Svizzera a tornare nel gruppo mondiale vincendo i due singolari contro Hewitt e Tomić. Saltata l'intera trasferta asiatica e sceso al 4º posto nel ranking, a Basilea dà inizio a una serie di 21 vittorie consecutive. Si impone per la quinta volta al torneo di casa, battendo in finale Kei Nishikori per 6-1, 6-3, quindi si aggiudica per la prima volta il Paris Masters superando nell'atto conclusivo Tsonga. Vince di nuovo le ATP World Tour Finals sconfiggendo ancora una volta Tsonga in finale (6-3, 6(6)-7, 6-3). Con questo sesto trionfo alle Finals supera il record di titoli di Lendl e Sampras, eguaglia il record di match vinti dallo stesso Lendl (39), e torna a occupare la 3ª posizione mondiale ai danni di Murray. Dopo nove anni dall'ultima volta, termina la stagione senza avere vinto alcun titolo del Grande Slam.

### 2012: settimo Wimbledon e ritorno al 1º posto del ranking

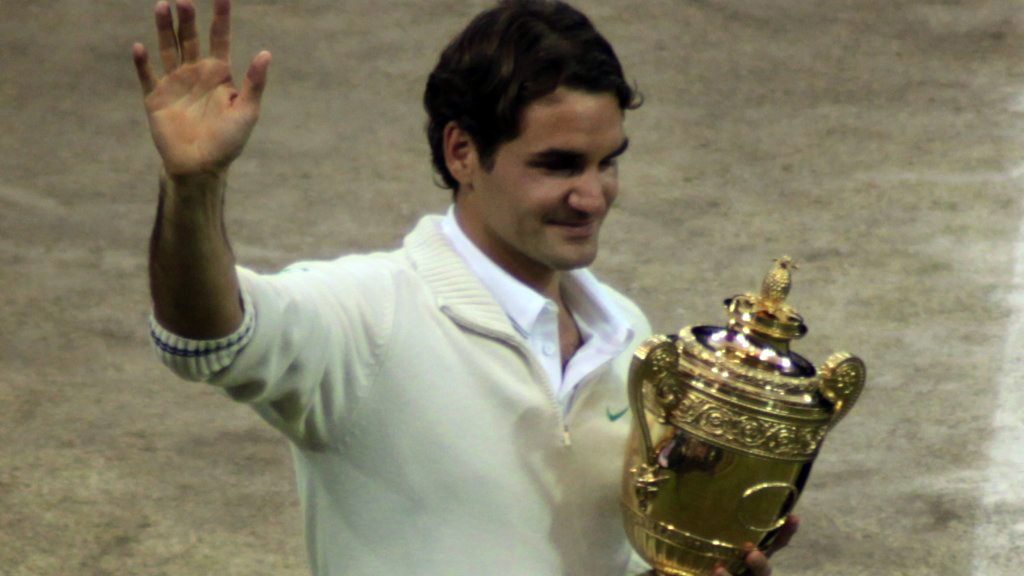
Federer dopo la vittoria a Wimbledon 2012

Inizia l'anno dando forfait prima della semifinale al Qatar Open a causa di dolori alla schiena. Agli Australian Open supera il traguardo dei mille incontri giocati nel circuito maggiore e viene sconfitto in semifinale da Nadal in quattro set. Nella prima parte della stagione s'impone a Rotterdam, Dubai, Indian Wells e Madrid, mentre al Roland Garros cede in semifinale a Đoković. Ad Halle, dove perde la finale contro Tommy Haas all'Halle Open, il 10 giugno 2012 viene ribattezzata in suo onore Roger-Federer-Allee ("Viale Roger Federer") la strada che dal Gerry Weber Stadion porta al Gerry Weber Sportpark.
Vince a Wimbledon nonostante qualche problema alla schiena, con il successo su Murray in finale per 4-6, 7-5, 6-3, 6-4 si aggiudica il torneo per la 7ª volta (a pari merito con William Renshaw e Pete Sampras), il 17º titolo del Grande Slam e il 1º posto nel ranking ATP. In seguito raggiunge la 287ª settimana al vertice della classifica, battendo il record di Sampras. Alle Olimpiadi di Londra stabilisce il nuovo record di durata di un match al meglio dei tre set vincendo dopo 4 ore e 26 minuti di gioco la semifinale con del Potro. Si aggiudica la medaglia d'argento dopo la finale persa contro Murray per 6-2, 6-1, 6-4. Rinuncia al Canadian Open e conserva le forze per vincere il quinto Masters 1000 di Cincinnati. Agli US Open esce nei quarti contro Berdych, non raggiungendo la semifinale per la prima volta dal 2003. Negli ultimi tornei stagionali cede la prima posizione mondiale a Đoković, che supera Federer anche in finale alle ATP World Tour Finals.

### 2013: l'anno peggiore
Inizia la stagione agli Australian Open e perde in semifinale contro Murray dopo cinque set. Cede a Nadal nei quarti di finale a Indian Wells, anche a causa di un infortunio alla schiena. Salta buona parte della stagione per recuperare e si rivede in forma agli Internazionali d'Italia, torneo perso in finale contro Nadal per 6-1 6-3. Al Roland Garros viene eliminato nei quarti da Jo-Wilfried Tsonga.
Inaugura la stagione sull'erba vincendo all'Halle Open l'unico trofeo del 2013 battendo in finale Michail Južnyj. A Wimbledon perde a sorpresa al secondo turno contro Serhij Stachovs'kyj, mentre esce in semifinale ad Amburgo per mano di Federico Delbonis. Non va oltre i quarti al Cincinnati Open e perde negli ottavi agli US Open 2013 contro Tommy Robredo. Torna a giocare dopo un mese e vince un solo match a Shanghai; il 12 ottobre annuncia la separazione dal coach Paul Annacone con il quale collaborava da 3 anni. Conclude l'anno perdendo la finale di Basilea con del Potro e le semifinali al Paris Masters contro Djokovic e alle ATP Finals contro Nadal.

### 2014: finale a Wimbledon, la vittoria in Coppa Davis

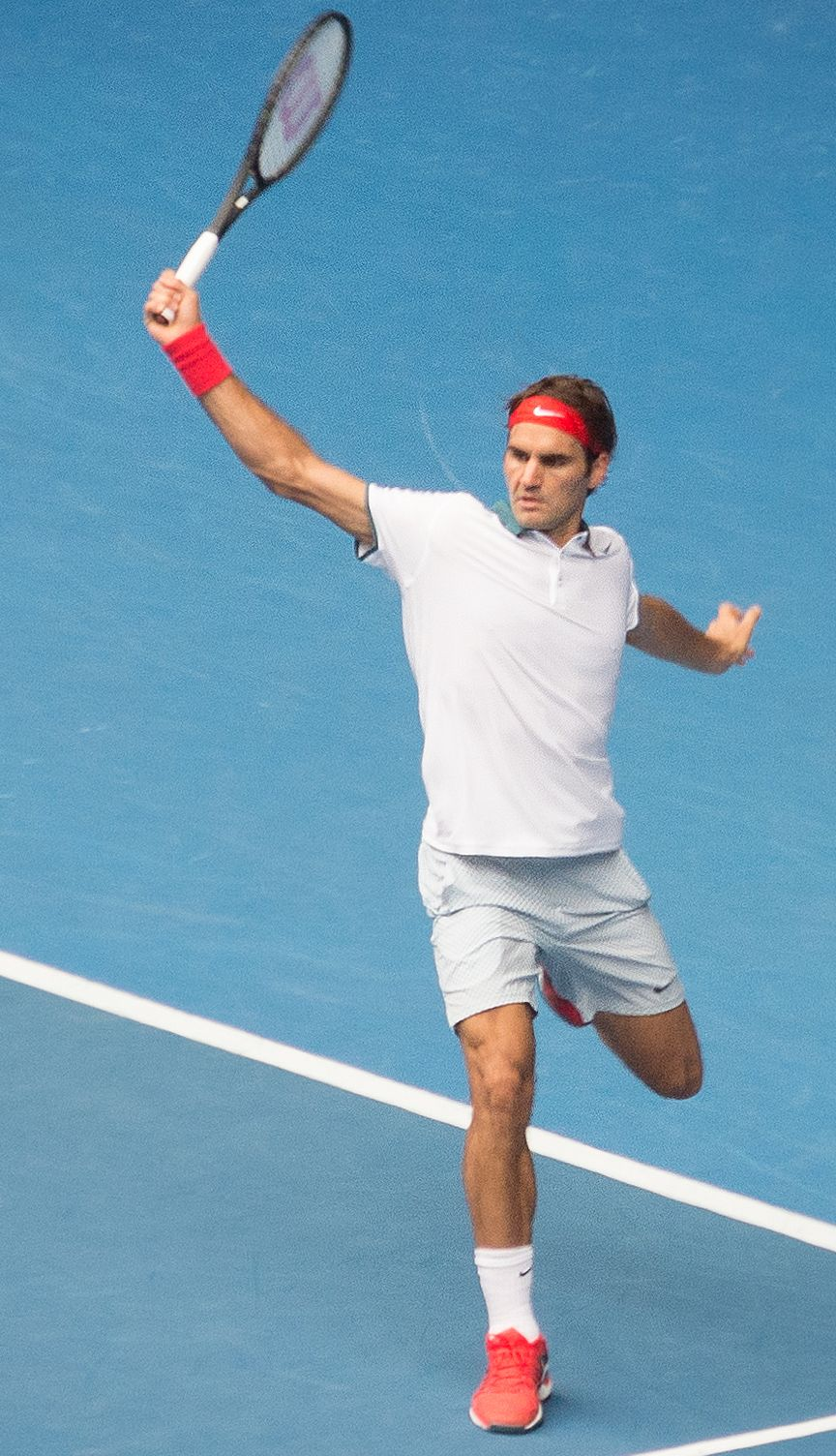
Roger Federer agli Australian Open del 2014

Il 2014 si apre all'insegna del cambiamento con l'ingresso di Stefan Edberg nel suo staff tecnico e con una nuova racchetta simile a quella del 2013 da 98 pollici. Al Brisbane International 2014 cede in finale con Hewitt, mentre agli Australian Open perde con Nadal in semifinale dopo tre set e scende all'8ª posizione del ranking, la peggiore da ottobre 2002. Si rifà vincendo a Dubai contro Berdych prima di perdere le finali di Indian Wells con Đoković e di Monte Carlo con Wawrinka dopo avere sconfitto Đoković in semifinale, diventando il secondo tennista al mondo ad avere battuto il serbo per almeno quattro volte sulla terra rossa. Al Roland Garros perde negli ottavi di finale da Ernests Gulbis in cinque set. Dopo il settimo titolo ad Halle, si presenta al Torneo di Wimbledon in ottimo stato di forma e cede a Đoković in finale per 6-7, 6-4, 7-6, 5-7, 6-4.
Perde in finale anche a Toronto con Tsonga e si impone su Ferrer in finale al Cincinnati Open. Agli US Open 2014 si ferma in semifinale contro Cilić e si assiste alla prima finale senza nessuno dei "Big Four" da quella degli Australian Open 2005. Dopo una pausa di un mese vince per la prima volta il Masters 1000 di Shanghai e si impone anche a Basilea. Chiude la stagione con il ritiro per infortunio nella finale del Masters di fine anno contro Đoković e il successo con la Svizzera in Coppa Davis, battendo in finale la Francia per 3-1.

### 2015: due finali Slam, mille vittorie ATP
Federer mostra una condizione di forma eccellente nelle prime uscite stagionali: vince a Brisbane, taglia le mille vittorie in carriera e alza anche il trofeo a Dubai contro Đoković, uscendo clamorosamente al terzo turno degli Australian Open 2015 per mano di Andreas Seppi (4-6, 6-7, 6-4, 6-7). Agli Open di Francia 2015 è sconfitto ai quarti dal connazionale Wawrinka.
Per tutto l'anno si ritrova di fronte Đoković in finale: al serbo vanno Indian Wells, Roma, Wimbledon, US Open e le Finals, mentre lo svizzero ottiene Cincinnati e il sopracitato Dubai, vincendo i titoli di Istanbul, Halle e Basilea rispettivamente contro Cuevas, Seppi e Nadal.

### 2016: infortunio al ginocchio e uscita dalla top 10
Dopo due anni di collaborazione, Stefan Edberg lascia lo staff dello svizzero, rimpiazzato da Ivan Ljubičić. Federer inizia l'anno a Brisbane e disputa l'unica finale del 2016, persa contro Raonic. Agli Australian Open viene eliminato in semifinale da Đoković con il punteggio di 1-6, 2-6, 6-3, 3-6. Pochi giorni dopo si sottopone a un intervento di artroscopia al ginocchio per la rottura del menisco avvenuta a causa di un incidente domestico. Un nuovo infortunio alla schiena gli consente di giocare nella stagione europea su terra battuta solo il Monte Carlo Masters e gli Internazionali d'Italia, nei quali esce rispettivamente nei quarti e al terzo turno. Non prende parte nemmeno al Roland Garros, prima rinuncia a un torneo del Grande Slam dopo 65 partecipazioni consecutive. Rientrato per la stagione sull'erba esce in semifinale a Stoccarda, ad Halle e a Wimbledon, dove cede in cinque set a Raonic. L'infortunio al ginocchio lo costringe a saltare il resto della stagione, comprese le Olimpiadi, e a novembre esce dopo oltre 14 anni dalla top 10.

### 2017: doppietta Australian Open-Wimbledon

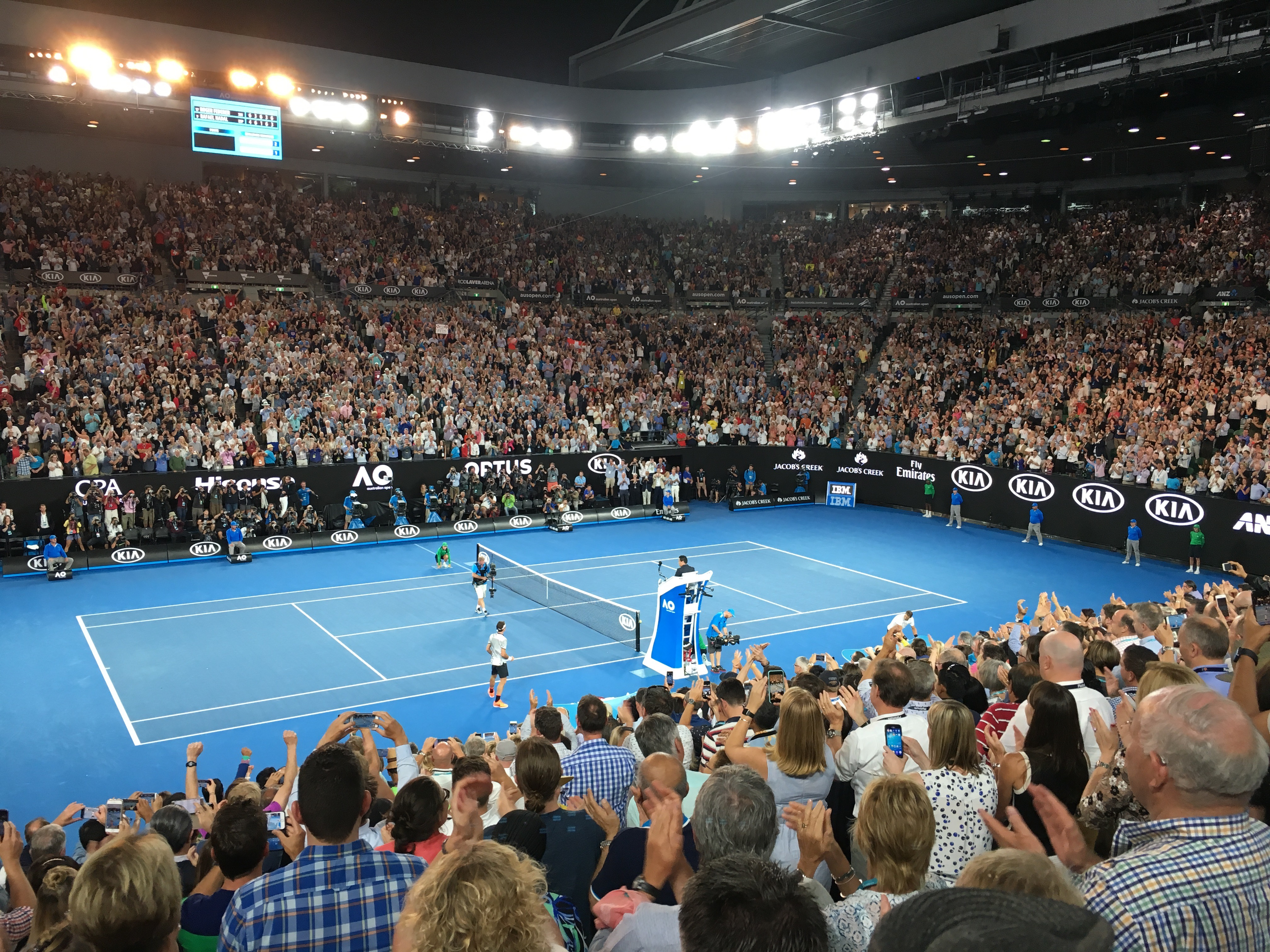
Federer (in bianco a sinistra della rete) al termine della finale all'Australian Open 2017

Il 2017 segna il ritorno ai grandi livelli di Federer, che raggiunge la finale agli Australian Open eliminando Berdych, Nishikori e Wawrinka. Supera in finale Nadal con il punteggio di 6-4, 3-6, 6-1, 3-6, 6-3. Il successo nel 18º Slam in carriera, il quinto a Melbourne, gli consente di rientrare nella top ten del ranking. Nei mesi successivi si aggiudica i Masters di Indian Wells (battendo Nadal e Wawrinka in finale) e Miami (sconfiggendo nuovamente Nadal). Rinuncia ai tornei sulla terra rossa, Roland Garros incluso, torna per la stagione sull'erba e dopo la finale persa a Stoccarda contro Haas s'impone per la nona volta ad Halle, battendo nell'occasione Alexander Zverev. Infrange diversi record a Wimbledon: raggiunge i 10.000 ace in carriera, la 317ª vittoria negli Slam (superando Serena Williams) e diventa il giocatore maschile con più vittorie a Wimbledon (85) superando Jimmy Connors. Dopo i successi su Raonic e Berdych, supera in finale Marin Čilić per 6-3, 6-1, 6-4 e conquista il suo 19º Slam. Con l'ottavo successo a Londra, è il tennista più vincente nella storia del torneo.
Ritorna in campo al Canadian Open e perde la prima finale della stagione contro Zverev per 3-6 4-6. Rinuncia al Masters 1000 di Cincinnati per i problemi alla schiena, mancando la possibilità di tornare nº 1 del mondo, e agli US Open Federer è eliminato da Juan Martín del Potro nei quarti di finale. Vince lo Shanghai Masters ancora contro Nadal, sconfitto per la quarta volta in stagione, e si impone anche a Basilea. Non prende parte al Paris Masters e alle Finals di Londra perde a sorpresa contro David Goffin in semifinale. Conclude una delle stagioni migliori in carriera al 2º posto in classifica dietro Nadal con sette titoli vinti (due Slam, tre Masters 1000 e due ATP 500).

### 2018: ventesimo Slam e ritorno al 1º posto mondiale
Apre il nuovo anno vincendo la Hopman Cup in coppia con Belinda Bencic: è il suo secondo titolo in questa manifestazione a distanza di 17 anni dal primo. Agli Australian Open raggiunge la 43ª semifinale Slam superando Tomáš Berdych in tre set, grazie al ritiro di Chung Hyeon approda alla 30ª finale Slam e con la vittoria su Marin Čilić per 6-2, 6-7, 6-3, 3-6, 6-1 conquista il sesto titolo in Australia (record condiviso con Novak Đoković e Roy Emerson) e diventa il quarto tennista e primo uomo a vincere 20 titoli Slam dopo Margaret Court, Steffi Graf e Serena Williams. A febbraio vince il torneo di Rotterdam battendo in finale Grigor Dimitrov, torna al nº 1 del ranking ATP a distanza di oltre cinque anni (4 novembre 2012) e diviene il più anziano nº 1 dell'era Open, viene premiato come miglior sportivo dell'anno e per il miglior ritorno dell'anno ai Laureus World Sports Awards. A Indian Wells perde in tre set la finale dopo aver fallito tre match point contro Juan Martín del Potro, mentre esce al turno di esordio al Miami Open. Per il secondo anno di fila rinuncia alla stagione su terra battuta, compreso il Roland Garros.
Nel corso dell'anno si scambia più volte al primo posto del ranking ATP con Nadal, affronta la stagione sull'erba da nº 2 del mondo e vince la finale di Stoccarda contro Raonic. A Wimbledon esce nei quarti contro Kevin Anderson dopo cinque set e un match point non sfruttato nel terzo. Al Masters 1000 di Cincinnati perde in finale da Đoković 6-4 6-4, mentre al quarto turno degli US Open cede in quattro set a John Millman. Al Masters 1000 di Shanghai viene eliminato in semifinale da Coric e vince per la nona volta il torneo di Basilea battendo in finale la sorpresa Marius Copil, mentre al Paris Masters perde un'equilibrata semifinale contro Đoković. Accede come nº 3 del ranking ATP alle ATP Finals e viene sconfitto in semifinale in due set dal vincitore della competizione Alexander Zverev.

### 2019: 103º titolo ATP in carriera e finale a Wimbledon
Apre la stagione vincendo di nuovo la Hopman Cup assieme a Belinda Bencic. Agli Australian Open viene eliminato al quarto turno da Stefanos Tsitsipas in quattro set. All'ATP 500 di Dubai vince il suo 100º titolo ATP in carriera, diventando il secondo tennista a raggiungere tale traguardo. Elimina tra gli altri Coric e in finale si prende la rivincita su Tsitsipas con un doppio 6-4. A Indian Wells perde in finale da Thiem, mentre vince l'ATP 1000 di Miami battendo in finale John Isner con il punteggio di 6-1 6-4 e conquista il 101º titolo ATP in carriera. A quasi tre anni dalla sua ultima apparizione sulla terra rossa, partecipa al Master 1000 di Madrid, con il successo su Monfils ottiene la 1200ª vittoria in carriera ed esce nei quarti di finale per mano di Thiem in un match in cui fallisce due match-point.
Al Masters 1000 di Roma batte di nuovo Ćorić, dopo aver annullato due match-point, e prima di affrontare Tsitsipas nei quarti si ritira per un problema fisico. Al Roland Garros, dove mancava dal 2015, elimina Ruud, perde il primo set del torneo nei quarti contro Wawrinka e cede in semifinale a Nadal in tre set. Sull'erba di Halle fatica negli ottavi con Tsonga e nei quarti con Bautista Agut, e si impone in finale (disputata in questo torneo per la tredicesima volta contro avversari ogni volta diversi) sconfiggendo Goffin, conquistando il 10º successo nel torneo. A Wimbledon concede cinque soli giochi al top 20 Berrettini, nei quarti supera Nishikori e in semifinale incontra per la 40ª volta in carriera Nadal, che sconfigge in quattro set. La sua 12ª finale del torneo, la terza contro Djokovic, è la più lunga nella storia del torneo con una durata di 4 ore e 57 minuti e vede Federer sconfitto per 6-7, 6-1, 6-7, 6-4, 12-13 al tiebreak del quinto set (istituito proprio nell'edizione 2019 di Wimbledon) dopo aver sprecato due match point.
A Cincinnati cede negli ottavi all'emergente Rublev, mentre agli US Open esce nei quarti contro Grigor Dimitrov dopo essere stato avanti due set a uno. Contribuisce alla vittoria del Team Europe alla Laver Cup superando Nick Kyrgios e John Isner. A Shanghai cede in tre set a Zverev nei quarti di finale. Conquista il suo quarto titolo stagionale, 103º in carriera e decimo a Basilea con il successo in semifinale contro Tsitsipas e in finale lascia appena quattro game ad Alex de Minaur. Nella prima giornata alle ATP Finals viene sconfitto per la terza volta consecutiva da Thiem, batte poi Berrettini e nel terzo e decisivo incontro batte Djokovic con il punteggio di 6-4, 6-3, superando il serbo per la prima volta in 4 anni e vendicando la finale persa a Wimbledon. Alla sua quindicesima semifinale su sedici apparizioni viene sconfitto da Tsitsipas con il punteggio di 3-6, 4-6 e chiude la stagione al 3º posto mondiale.

### 2020: semifinale agli Australian Open, operazioni al ginocchio
Nel 2020 disputa nel circuito solo gli Australian Open, raggiunge la semifinale senza affrontare alcun top 40 e vincendo due match al quinto set. Nel penultimo atto perde in tre set contro il nº 2 del mondo Djokovic. Il 7 febbraio partecipa a un'esibizione a Città del Capo contro Rafael Nadal con un pubblico di oltre 51.000 spettatori e vince 6-4, 3-6, 6-3. Quello stesso mese si sottopone a una nuova operazione al ginocchio e annuncia l'intenzione di rientrare in campo per la stagione su erba. A giugno viene di nuovo operato e chiude con largo anticipo la stagione. Era stato l'anno in cui il circuito si era fermato per diversi mesi a causa della pandemia di COVID-19, l'ATP aveva congelato i punteggi e le posizioni del ranking ATP e a fine anno Federer si mantiene al 5º posto mondiale.

### 2021: quarti a Wimbledon, altra operazione al ginocchio e uscita dalla top 10
Salta gli Australian Open, a cui aveva sempre preso parte dalla sua prima apparizione nel 2000, e torna nel circuito all'ATP 250 di Doha, dopo 14 mesi di stop, cedendo nei quarti a Basilašvili. Eliminato al turno di esordio al 250 ginevrino, torna a giocare al Roland Garros, elimina tra gli altri Čilić e deve dare forfait negli ottavi per non affaticare troppo il ginocchio. Torna in campo ad Halle e viene sconfitto al secondo turno da Félix Auger-Aliassime. Disputa il suo ultimo torneo in singolare in carriera al Torneo di Wimbledon come testa di serie nº 6, diventa il tennista più anziano (39 anni e 11 mesi) a raggiungere i quarti di finale in questo torneo con le vittorie su Adrian Mannarino, Richard Gasquet, Cameron Norrie (3-1) e Lorenzo Sonego (3-0). Nel suo ultimo match in carriera in singolare cede tre set a zero a Hubert Hurkacz. Rinuncia ai Giochi Olimpici di Tokyo a causa di una ricaduta del ginocchio. A metà agosto si sottopone a un'ulteriore operazione  termina la stagione con un bilancio di 9 vittorie e 4 sconfitte (7-1 negli Slam). Il 18 ottobre esce dalla top 10 per la prima volta dal 16 gennaio 2017. Il 15 novembre annuncia il forfait all'Australian Open 2022.

### 2022: forfait a Wimbledon dopo 23 anni, uscita dal ranking ATP e ritiro dal tennis
Il successivo 13 giugno, con la perdita dei punti conquistati con i quarti a Wimbledon, esce per la prima volta dopo 22 anni dalla top 50 mondiale. Dopo aver dato forfait anche a Wimbledon per la prima volta dal 1999, l'11 luglio seguente perde inoltre i restanti punti della finale di Wimbledon 2019, uscendo così dal ranking mondiale per la prima volta dal 1997.
A giugno, in un'intervista, annuncia ufficialmente il ritorno in campo per la Laver Cup di settembre. Il 15 settembre 2022, sui suoi profili social, annuncia il ritiro dal tennis al termine della stessa manifestazione. Il 23 settembre gioca il suo ultimo incontro in coppia con Rafael Nadal perdendo contro i rivali del Team World, Tiafoe e Sock, con il punteggio di 6-4, 6-7, 9-11.

## Coppa Davis

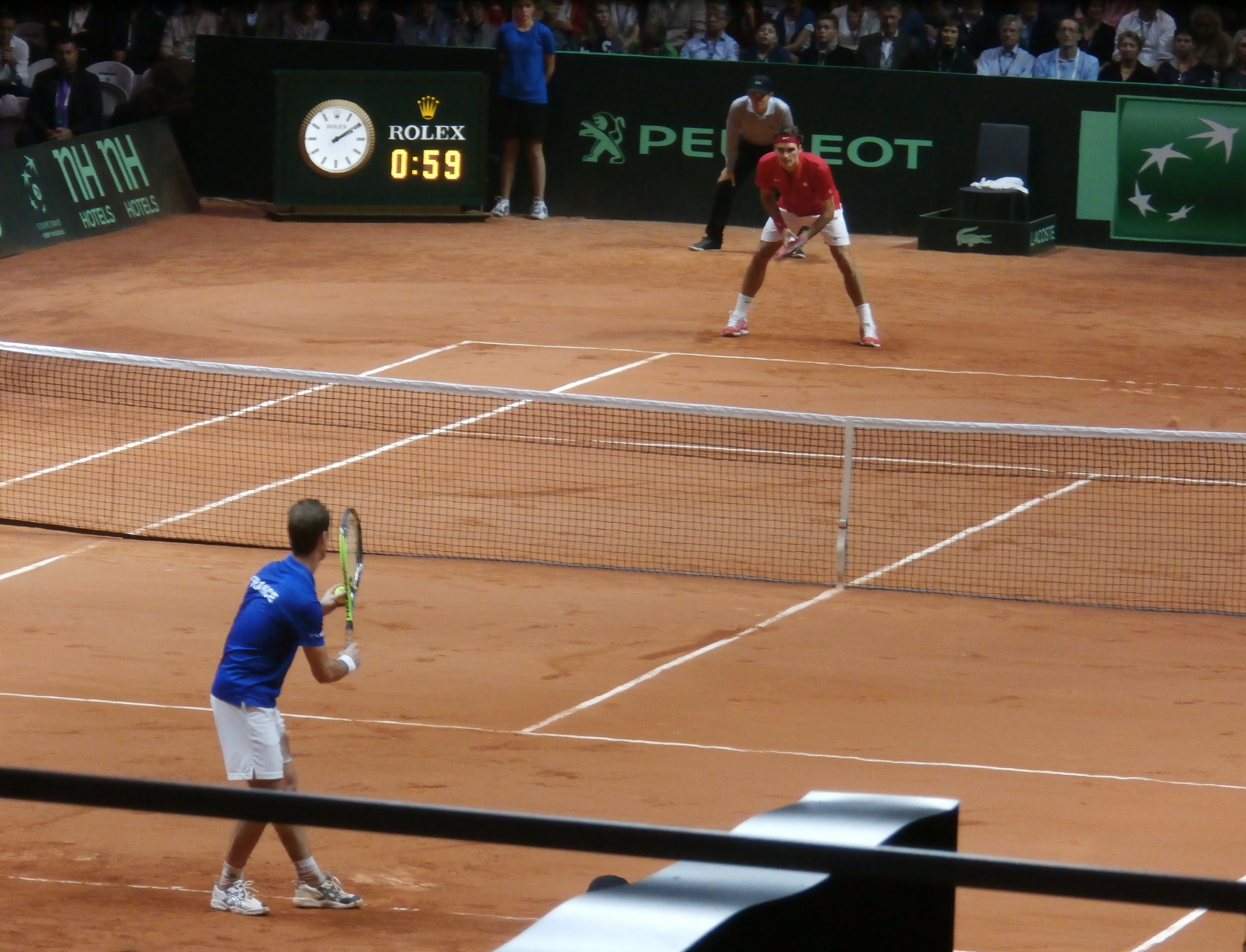
Federer contro Richard Gasquet nella finale di Coppa Davis del 2014

Roger Federer vanta un bilancio complessivo di 52 vittorie e 18 sconfitte in settanta incontri di Coppa Davis (40 a 8 nel singolare e 12 a 10 nel doppio). Dal 1999 al 2015 è stato componente fisso della squadra svizzera e ha condotto il suo Paese nel 1999 e nel 2003 alla semifinale, nel 2001 e nel 2004 ai quarti di finale, ma soprattutto nel 2014 alla vittoria della competizione.
Dalla stagione 2005 Federer è tornato a dedicarsi particolarmente alla carriera individuale e non ha gareggiato per il proprio Paese al primo turno negli anni dal 2005 al 2007, confronti dai quali la Svizzera è uscita sempre sconfitta. In tutti e tre gli anni Federer, per evitare che il proprio Paese venisse estromesso dal gruppo A (o World Group) della Coppa Davis, partecipò ai turni di spareggio. Ma, mentre nel 2005 e nel 2006 la sua presenza contribuì alla vittoria della compagine elvetica, nel 2007 la Svizzera, malgrado i due successi di Federer nel singolare, venne sconfitta per 2 a 3 dalla Repubblica Ceca e retrocessa, cosicché nel 2008, dopo sedici anni di presenza ininterrotta, si ritrovò assente dal World Group.
Nel settembre 2008 la squadra svizzera, forte di Federer e Stanislas Wawrinka, conseguì contro il Belgio quella vittoria che le permise di tornare immediatamente nella massima serie; lo stesso accadde esattamente un anno più tardi, nello spareggio contro l'Italia a Genova.
Nel febbraio 2012 Federer torna a giocare contro gli Stati Uniti in casa a Friburgo, su terra; perde sia in singolare (contro Isner) sia il match in doppio (contro Fish e uno dei fratelli Bryan). A settembre nello spareggio per non retrocedere contro l'Olanda sconfigge in singolare sia Thiemo de Bakker che Robin Haase portando la sua Svizzera alla salvezza nel World Group, assieme a Stanislas Wawrinka, vincitore di uno degli altri due singolari.
Nel 2014 decide di tornare a disputare la competizione contribuendo, con la sua vittoria contro Ilija Bozoljac per 6-4, 7-5, 6-2, al 3-2 della Svizzera contro la Serbia (priva però di Novak Đoković) nel primo turno del World Group. Ai quarti di finale contro il Kazakistan Federer, grazie alla vittoria per 7-6(0), 6-2, 6-3 nell'ultimo singolare contro Andrej Golubev, regala il punto decisivo alla Svizzera. Prima di questo incontro l'elvetico aveva battuto Michail Kukuškin per 6-4, 6-4, 6-2 nel secondo singolare della sfida ma era stato poi sconfitto per 4-6, 6(5)-7, 6-4, 6(5)-7 nel doppio, disputato in coppia con Stanislas Wawrinka, contro Golubev e Oleksandr Nedovjesov. In semifinale la Svizzera affronta l'Italia e Federer regala il primo punto battendo Bolelli 7-6, 6-4, 6-4 e successivamente arriva la vittoria di Wawrinka. In doppio dà forfait per eccessiva stanchezza e questo causa la sconfitta di Chiudinelli e Wawrinka, ma il giorno dopo chiude i conti battendo Fognini 6-2, 6-3, 7-6 e riportando in finale la Svizzera dopo 23 anni.
In finale la Svizzera affronta la Francia a Lilla. La vigilia della finale vede il rischio forfait per Federer a causa di un infortunio alla schiena patito durante la semifinale delle ATP Finals contro Stan Wawrinka. Alla fine lo svizzero decide di giocare, ma il primo match in singolare lo vede sconfitto nettamente in tre set da Monfils; l'incontro porta il risultato sull'1-1 visto che in precedenza Wawrinka aveva sconfitto Tsonga. Il secondo giorno è quello del doppio e la coppia Federer/Wawrinka sconfigge in tre set i transalpini Benneteau/Gasquet, conquistando un punto fondamentale. Il terzo e ultimo giorno si apre con l'incontro che vede Federer opposto a Gasquet. Lo svizzero domina sin dal primo gioco e con il punteggio di 6-4, 6-2, 6-2 ottiene la vittoria e porta a casa il punto decisivo. Per la Svizzera è il primo titolo in Coppa Davis della sua storia.
Con 54 vittorie Federer è lo svizzero con più vittorie nella storia della manifestazione davanti a Jakob Hlasek (49), Marc Rosset (37) e Heinz Günthardt (36). La sua percentuale di vittorie è la più alta tra i tennisti che hanno disputato più di venti incontri.

## Rivalità con Rafael Nadal

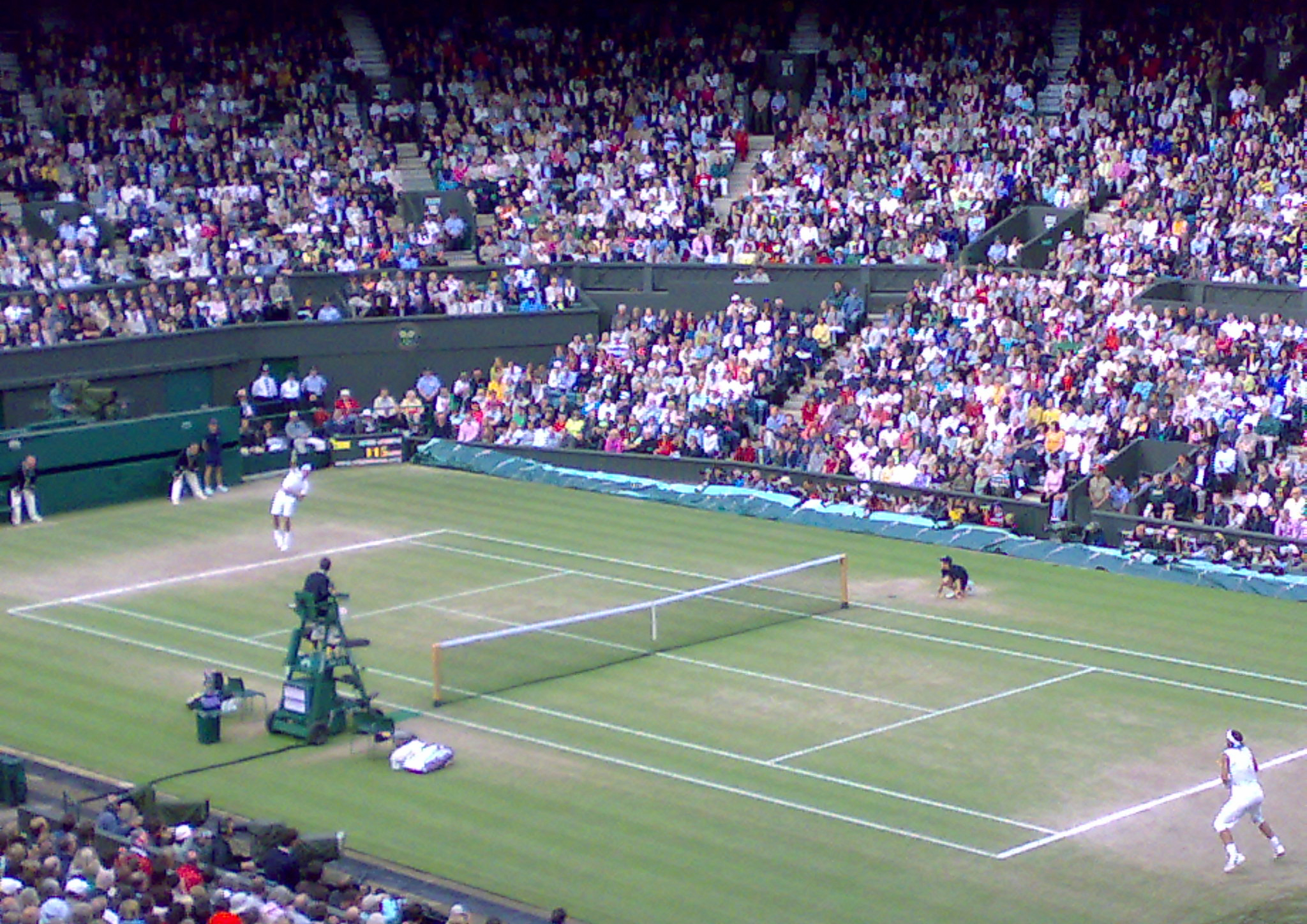
Federer e Nadal contrapposti nella finale di Wimbledon 2008

Tra Roger Federer e Rafael Nadal è intercorsa per lungo tempo una rivalità sportiva fra le più accese della storia del tennis, sebbene vada ricordato che alla forte rivalità sportiva è sempre corrisposta una grande stima reciproca. I due hanno occupato le prime due posizioni del ranking ATP ininterrottamente per quattro anni, con l'elvetico primo e lo spagnolo secondo, fatta eccezione per il periodo da agosto 2008 a luglio 2009, in cui le posizioni si sono invertite; Nadal è stato successivamente relegato al terzo posto da Andy Murray nell'agosto 2009.
Federer e Nadal molto spesso si sono affrontati nelle finali dei tornei, facendo segnare anche il record di nove finali del Grande Slam e dodici di Masters 1000. I confronti diretti vedono Nadal in vantaggio per 24-16 su quaranta match disputati.
L'ultimo di questi confronti è stato in semifinale a Wimbledon 2019, con la vittoria in quattro set (con il punteggio finale di 7-6(3) 1-6 6-3 6-4) di Roger Federer, mentre l'ultimo in una finale del grande Slam si è disputato il 29 gennaio 2017 in occasione della finale degli Australian Open e ha visto vincere l'elvetico in cinque set (con il punteggio finale di 6-4 3-6 6-1 3-6 6-3), conferendo a Federer il nuovo record di tornei del Grande Slam vinti (18) e rendendolo il primo giocatore, nella storia del tennis, a vincere, per almeno cinque volte, tre tornei del Grande Slam (Australian Open, Wimbledon e US Open).
Alcuni incontri fra loro giocati vengono considerati fra i più avvincenti di questo sport: la finale di Wimbledon 2008, che ha visto trionfare lo spagnolo al 5º set, dopo 4 ore e 48 minuti di gioco (in quella che è stata la finale più lunga di Wimbledon per 11 anni), è stata definita da taluni come la più emozionante partita della storia del tennis. La finale degli Australian Open 2009 fu un'altra memorabile partita, vinta da Nadal al quinto set, partita che Federer definisce come la migliore che i due abbiano giocato uno contro l'altro. Da menzionare anche la finale del Master Series di Roma 2006, che ha visto il successo del maiorchino nel quinto set, dopo che Federer sprecò due match point a suo favore sul parziale di 5-6. Altra partita notevole fu la finale di Wimbledon 2007, portata avanti al quinto set, dove Roger Federer vinse il suo quinto titolo londinese.

## Rivalità con Novak Đoković
Sviluppatasi nella seconda metà della carriera di Federer, anche la sua rivalità con Novak Đoković è annoverata tra le più accese della loro disciplina: i due si sono affrontati ben cinquanta volte. Il bilancio è di 27-23 in favore del serbo. Il primo incontro si è tenuto nel 2006.
- Questa rivalità è la seconda dell'era Open per numero di incontri disputati, davanti a quelle tra Roger Federer e Rafael Nadal (40), tra Ivan Lendl e John McEnroe e tra lo stesso Đoković e Andy Murray (36 entrambe). La prima fase, tra il 2006 e il 2010, è stata favorevole al tennista svizzero (13-6), con quattro vittorie consecutive tra il 2006 e il 2007, mentre la seconda è a favore del serbo (21 a 10) con cinque vittorie consecutive tra il 2015 e il 2019.
- Sulla terra il bilancio è di parità (4-4) mentre sul cemento conduce Ðokovic (20-18, indoor 6-4 per il serbo), così come sull'erba, dove il serbo è in vantaggio 3-1.
- Nei tornei del Grande Slam si sono incontrati in 17 occasioni, di cui cinque nelle seguenti finali: agli US Open 2007 Federer vince sul serbo con il punteggio di 7-6(4), 7-6(2), 6-4; a Wimbledon 2014, Nole si impone con il punteggio di 6(7)-7, 6-4, 7-6(4), 5-7, 6-4; a Wimbledon 2015 a vincere è Nole per 7-6(1), 6(10)-7, 6-4, 6-3; agli US Open 2015 vince Nole per 6-4, 5-7, 6-4, 6-4 e a Wimbledon 2019 a spuntarla è il serbo per 7-6(5), 1-6, 7-6(4), 4-6, 13-123, dopo avere salvato due match-point nel set decisivo.
- L'incontro più lungo disputato tra i due giocatori è la finale di Wimbledon 2019, durata 4 ore e 57 minuti, che è anche la finale più lunga mai giocata a Wimbledon e, sempre in termini di durata, la terza nella storia delle finali dei tornei del grande Slam.

## Caratteristiche tecniche

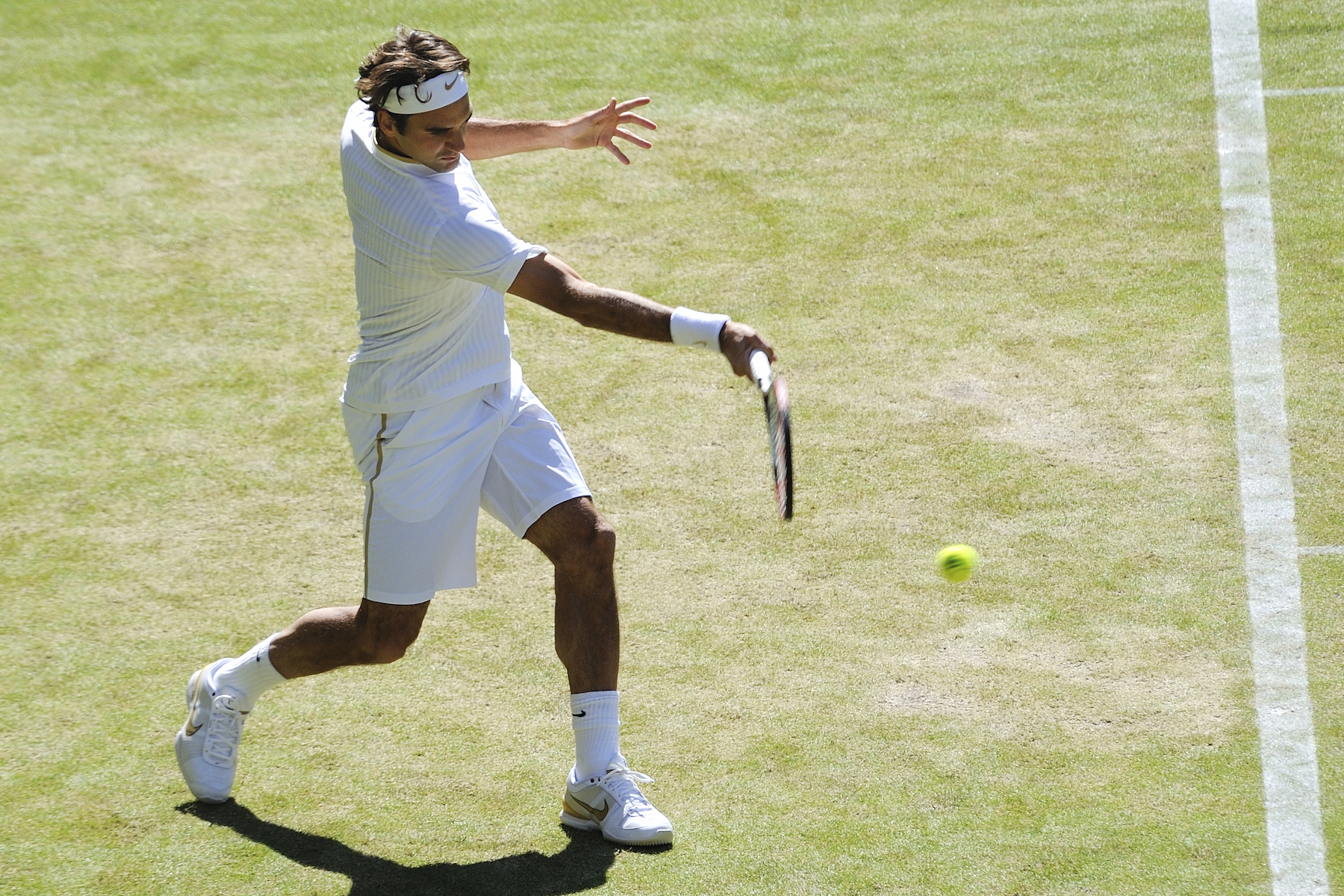
Diritto di Federer a Wimbledon 2009

Il tennis di Roger Federer è unanimemente considerato il punto di incontro tra il tennis classico, nel quale doti come la sensibilità e il tocco avevano un importante ruolo, e quello moderno, affermatosi con l'evoluzione tecnologica delle racchette. Del tennis antico Federer conserva senz'altro l'eleganza nei gesti; il diritto viene eseguito la maggior parte delle volte in open stance, con tutti e due i piedi in obliquo rispetto alla linea di fondocampo (l'angolazione cambia in base al tipo di diritto giocato e alla zona del campo dove viene eseguito il colpo), mentre la neutral stance viene utilizzata su palle meno profonde durante la fase di attacco o di chiusura del punto, oppure in fase di avanzamento verso la rete. L'impugnatura con cui gioca il colpo è una Eastern non particolarmente accentuata: nel movimento impone una brusca accelerazione all'avambraccio, ruotando il polso quando desidera conferire effetto in Top-Spin alla palla e avanzando al contempo con la spalla. Il risultato è un colpo molto veloce, di difficile lettura per l'avversario, essendo giocato senza cambiare posizione dei piedi e non molto carico di effetto, nonché adatto alle superfici veloci. La spinta in avanti della spalla proietta Federer verso la rete, rendendo il tocco un efficace colpo d'approccio. La versatilità tecnica di Federer gli consente notevoli variazioni con tale colpo che risulta particolarmente opportuno nel passante incrociato o quando la palla è bassa nei pressi della rete, accompagnando in questo caso il movimento con un piccolo salto e trasferendo dal basso verso l'alto l'energia del gesto. La chiusura del moto di diritto avviene lateralmente, dando l'impressione che il movimento assomigli a quello di una "frustata ampia e fluida".

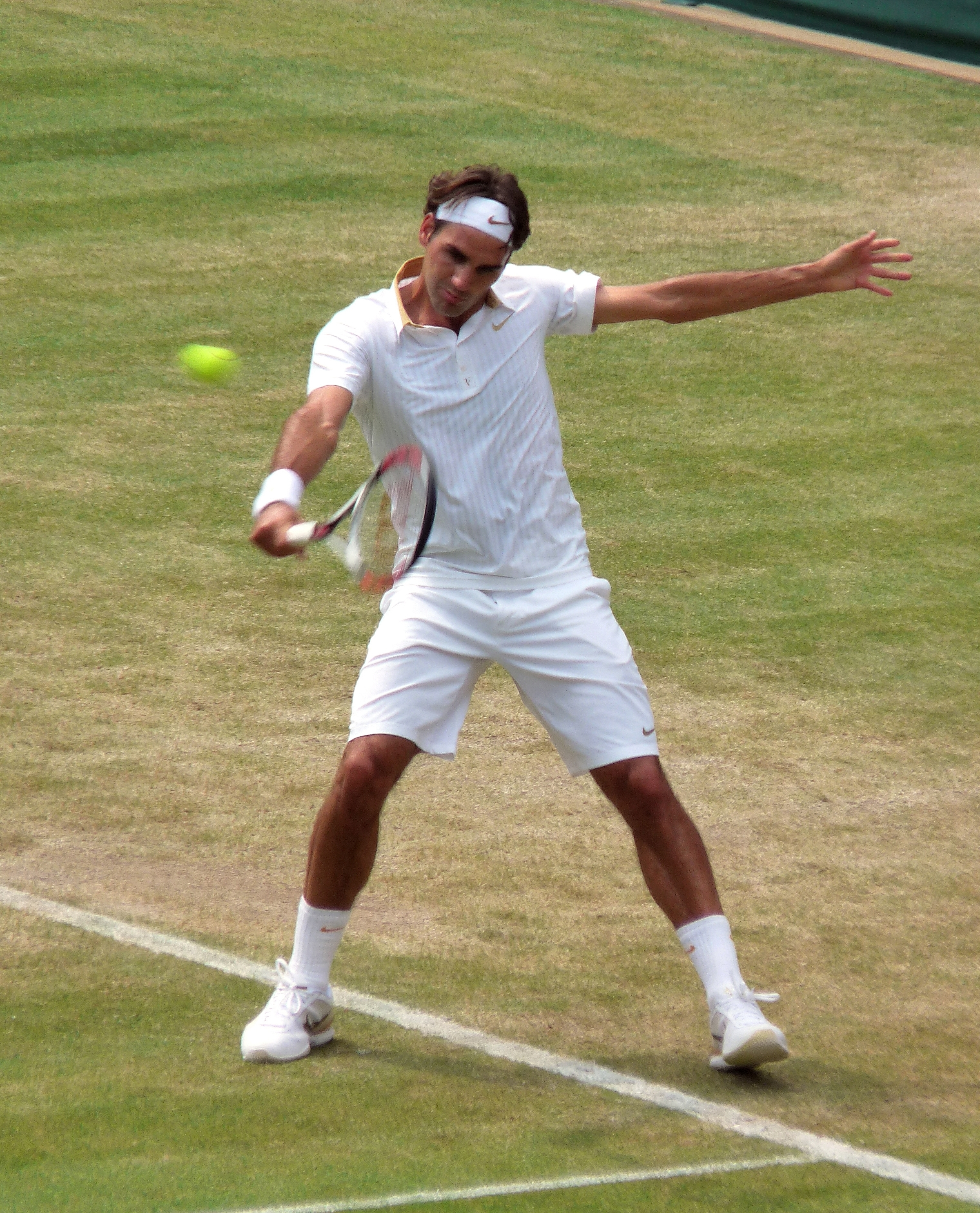
Il rovescio in back di Federer a Wimbledon 2009

Il rovescio è un colpo meno naturale, sul quale il tennista di Basilea ha lavorato molto e i cui progressi sono andati di pari passo con quelli della classifica mondiale. Anche di rovescio, giocato a una mano, Federer agisce in accentuata Neutral Stance con il piede destro che scavalca l'allineamento del sinistro, utilizzando maggiormente il polso sia per conferire effetto in Top-Spin alla palla, sia per direzionare il colpo. La sua impugnatura è generalmente a metà tra una Continental e una Eastern, mentre il piano di rimbalzo sulla palla viene adattato dall'inclinazione del polso. Il colpo non viene giocato in avanzamento come il diritto, e il peso del corpo tende a poggiare prevalentemente sul piede destro (l'anteriore), in quanto durante l'esecuzione egli tende a sollevare il piede sinistro durante l'impatto con la palla. In alternativa al rovescio in Top-Spin, Federer dispone di un efficace rovescio in Back, con effetto dall'alto verso il basso. In questo colpo lo svizzero esalta la sua sensibilità di tocco, trasformando quella che è una scelta difensiva per tutti gli altri giocatori in un'arma d'attacco quando lo gioca basso e teso in incrociato, difficile da ribattere specialmente per i giocatori destrorsi con rovescio a due mani. La validità del suo rovescio in back si nota anche nell'esecuzione della smorzata, che lo svizzero maschera molto bene e che gioca con grande naturalezza. Nel bagaglio tecnico dell'elvetico è anche presente un insolito colpo di rovescio effettuato in allungo, di solo polso, dal basso verso l'alto, con il quale gioca spesso passanti notevoli. In occasione delle esibizioni con Pete Sampras, nel novembre 2007, il campione americano ha elogiato il suo particolare gesto affermando: «Ha questo colpetto (lett. flick) di rovescio che non avevo mai visto prima [...] è qualcosa che io non possedevo». Nonostante con il diritto metta a segno un numero maggiore di punti e tenda a sbagliare di meno, c'è chi ritiene che il rovescio «sia il suo migliore colpo». Con l'avvento del nuovo coach Ivan Ljubicic Federer trova nel suo rovescio una risorsa preziosa: per ridurre gli spostamenti laterali e ritrovare aggressività da fondo ne riduce drasticamente l'utilizzo come colpo interlocutorio, soprattutto nella versione più difensiva e attaccabile in back, e ricorre invece a potenti (e rischiosi) rovesci incrociati e lungolinea colpiti in top, con i quali aprirsi il campo e scendere a rete (o chiudere di dritto).
Federer è dotato di una notevole sensibilità dei colpi. Infatti è in grado di giocare colpi anticipati di mezzo volo, con continuità, nei pressi della linea di fondo campo, sia di dritto che di rovescio. Questo gli permette di togliere tempo all'avversario, e allo stesso momento, di esprimere un tennis aggressivo senza esaurire le energie.

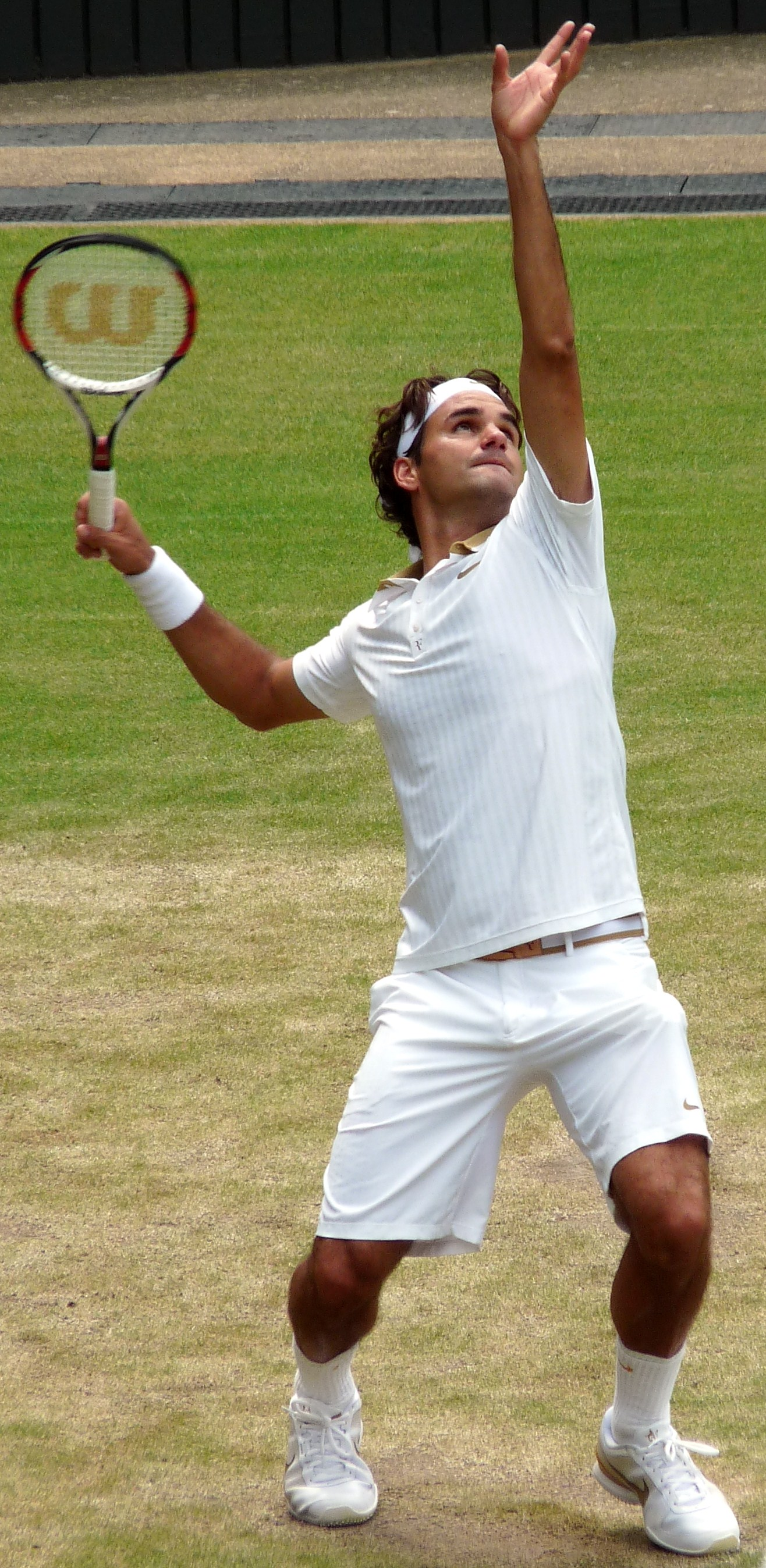
Servizio di Federer a Wimbledon 2009

Il servizio è un colpo che si è anch'esso evoluto nel tempo. Agli esordi Federer serviva senza spingere in maniera accentuata con gli addominali, forzando la prima di servizio più piatta e risultando più attaccabile sulla seconda. Con gli anni ha aumentato l'inarcamento della schiena e oggi serve sia la prima che la seconda palla con maggiore effetto in kick. Il suo movimento di battuta si avvicina come meccanica a quello del più grande "battitore" della storia del tennis moderno, Pete Sampras. La prima battuta viaggia mediamente attorno ai 195-200 km/h, velocità minore rispetto a quella che molti altri tennisti contemporanei sono in grado di raggiungere. Ciò nonostante, grazie alla fluidità del colpo (che lo rende difficile da leggere), alle numerose variazioni che riesce a imprimergli e alla capacità di piazzamento, è uno dei giocatori che ricava il maggior numero di punti dalla propria battuta.
All'inizio della carriera Federer veniva considerato un giocatore "di volo" ed era posto a confronto con i grandi specialisti della rete quali John McEnroe, Stefan Edberg e Boris Becker. L'evoluzione del suo gioco e il contestuale miglioramento dei risultati hanno però coinciso con una riduzione da parte dello svizzero degli schemi di serve & volley. Il tennis moderno, molto più potente e giocato su superfici più lente, maggiormente uniformate, con palle più pesanti, penalizza il gioco di rete, e Federer, utilitaristicamente, ha fatto di necessità virtù. Ciò nonostante, tra i top players, è il giocatore che maggiormente si affaccia a rete mostrando compostezza e coordinazione nei colpi di volo, e spesso esaltandosi alla ricerca di incredibili soluzioni di tocco. Con l'avanzare dell'età e attraverso la consulenza di Stefan Edberg, ha migliorato le sue attitudini al gioco di volo, utilizzando più spesso il serve & volley e migliorando anche la precisione delle volée, specialmente quella di dritto, ritenuta in passato la meno efficace.
La migliore dote del gioco di Federer consiste, però, nella reattività e nel colpo d'occhio che gli consentono di intuire e partire in anticipo sul colpo dell'avversario. Egli stesso ebbe occasione di affermare: «Io sento, quando qualcuno sta per colpire la palla, di sapere con che angolo e che effetto, semplicemente mi sembra di averla già vista. E questo è un enorme vantaggio».
Una statistica rende meglio l'idea di questa sua abilità: nei confronti diretti con l'americano Roddick, il più potente battitore del circuito e recordman di ace in diverse stagioni, Federer ha servito meno ace del suo avversario solo in quattro occasioni su ventiquattro incontri disputati. Come fu fatto notare dopo la semifinale di Wimbledon 2003 in cui Roddick servì solo quattro ace, «Federer ha un talento nella lettura del servizio di Roddick. Roddick ha realizzato solo quattro ace nell'incontro mentre ne aveva serviti 64 nei cinque match precedenti».
In risposta Federer è un giocatore altrettanto imprevedibile, capace di piazzare una gran varietà di colpi, tra i quali addirittura la smorzata. Ha persino ideato un colpo: la SABR (Sneak Attack By Roger), che consiste in una risposta molto anticipata praticata sulla linea del servizio, usata dallo svizzero per sorprendere l'avversario in uscita dal servizio.
Il suo preparatore atletico è Pierre Paganini. Nonostante in alcuni momenti delle esibizioni sembri pigro e adagiarsi sul suo talento, giocando da posizioni non tecnicamente ortodosse e adattando i colpi con il polso, Paganini descrive il suo pupillo come un atleta completo: «Un tennista non deve essere né uno sprinter, né un maratoneta, né un tiratore di precisione, ma deve trarre un po' da ognuna di queste categorie». La caratteristica che gli consente di avere grande resistenza sul campo risiede però nello scarso dispendio energetico che egli ha durante il suo tennis: ha movimenti essenziali, non sbuffa né emette gemiti nel colpire la palla, e il condurre spesso il gioco lo costringe poche volte a lunghe rincorse sulla difensiva.
I progressi negli anni sono stati anche caratteriali. A inizio carriera era solito innervosirsi e lanciare racchette per terra. Poi, come afferma, dopo un incontro perso ad Amburgo nel 2001 con l'argentino Franco Squillari decise di non ripetere più tali gesti, e le cose, a suo dire, andarono meglio. Da allora Federer ha assunto in campo un atteggiamento calmo e sereno, fiducioso nel proprio tennis. Come ha dichiarato: «Quando sono in difficoltà mi concentro sul mio gioco. In passato, quando ero sotto con il punteggio, venivo preso dalla paura e cercavo di cambiare qualcosa; oggi sono calmo e ho fiducia nei miei colpi».

## Sponsor ed equipaggiamento

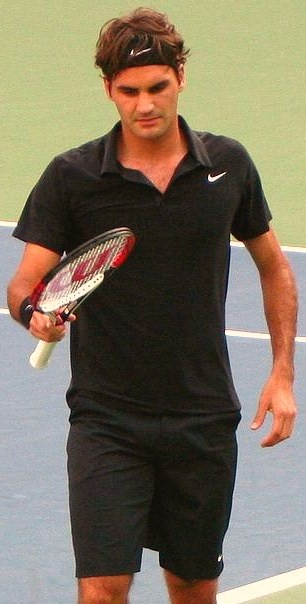
Federer con l'abbigliamento della Nike

Dall'inizio della sua carriera, Federer si è affidato a Nike come sponsor tecnico (sia per l'abbigliamento sia per le scarpe) fino al 2018. L'attenzione dello svizzero alla propria immagine è notevole: la cura nella scelta di abiti dallo stile elegante e classico (soprattutto a Wimbledon), in contrapposizione allo stile più aggressivo adottato nei primi anni da Nadal, va a completare coerentemente la naturale fluidità dei suoi movimenti sul campo. A conferma di ciò Federer ha vinto per due volte il "Premio Eleganza Compeed" (2008, 2010) assegnato a Roma da una giuria di giornalisti. Dopo il quinto titolo consecutivo a Wimbledon, nel 2007, la Nike decise di inaugurare una linea di abbigliamento esclusiva, in linea con lo stile del torneo e quello del campione di Basilea. Il rapporto con l'azienda americana ha permesso di realizzare un logo con le lettere "RF" accostate, posto sugli abiti che il tennista indossa unitamente al simbolo della casa produttrice.
Il 2 luglio 2018 si presenta alla prima partita del Torneo di Wimbledon 2018 con un nuovo sponsor tecnico, Uniqlo, lasciando Nike che lo ha vestito fin dal 1994. La casa giapponese verserà circa 300 milioni di dollari allo svizzero per i prossimi 10 anni, anche in caso di ritiro dall'attività tennistica.
In occasione del torneo di Doha 2021 Federer ha cominciato a indossare scarpe On, marchio svizzero specializzato in scarpe da running e da passeggio, di cui Federer è uno dei principali azionisti. On ha realizzato un modello personalizzato: la "The Roger" Pro, proprio in collaborazione e dietro specifiche indicazioni tecniche del campione elvetico.
Per quanto riguarda la racchetta Federer ha sempre utilizzato quelle prodotte dalla Wilson. La caratteristica comune di tutti i modelli usati è la limitata ampiezza del piatto corde. Negli anni giovanili utilizzò, tra le altre, la "Hyper Pro Staff Tour" (derivata dalla racchetta di Sampras). Dopo alcune stagioni da professionista adotta la "[K] Six-One Tour" che lo accompagnerà fino all'inizio del 2010. Si trattava di una racchetta personalizzata da Wilson e fuori commercio, con piatto corde originariamente di 85 in² (poi 90), manico 4, peso 375 g e una tensione di circa 22-23 kg. Nel 2010 passò a una "BLX Six.One Tour 90", rinnovata nei colori e con caratteristiche leggermente differenti: il peso scende fino a 355 g e aumenta la maneggevolezza grazie a uno spostamento del bilanciamento verso il manico dell'attrezzo. Nel 2012 è passato a una "Pro Staff Six One 90", fabbricata in carbonio con fibre di basalto. La racchetta è simile alla precedente con alcune innovazioni: il peso è di 339 g senza corde, con uno schema di incordatura 16x19; le corde che utilizza sono in budello naturale per le verticali e monofilamento per le orizzontali. Al torneo di Amburgo nel luglio 2013 Federer decide di provare una nuova racchetta, passando a una più grande di 8 in², di colore nero; l'esperimento termina dopo l'eliminazione al successivo torneo di Gstaad. All'inizio della stagione 2014, lo svizzero passa in pianta stabile a un prototipo di racchetta con il piatto corde più ampio, ulteriormente modificato, simile a quello provato l'estate precedente. Prima del torneo di Toronto 2014 tale racchetta viene presentata in versione ufficiale come sua nuova racchetta personalizzata Wilson, la RF97, progettata appositamente per incentivare il nuovo stile di gioco di Federer, decisamente votato all'attacco e ad abbreviare il numero di scambi.

## Statistiche

### Tornei dello Slam

#### Risultati in progressione nei tornei dello Slam
| V | F | SF | QF | #T | RR | Q# | A | ND |

(V) Torneo vinto; raggiunto (F) finale, (SF) semifinale, (QF) quarti di finale, (#T) turni 4, 3, 2, 1; (RR) round - robin; (Q#) Turno di qualificazione; (A) assente dal torneo; (ND) torneo non disputato.
| Torneo             | 1998 | 1999 | 2000 | 2001 | 2002 | 2003 | 2004 | 2005 | 2006 | 2007 | 2008 | 2009 | 2010 | 2011 | 2012 | 2013 | 2014 | 2015 | 2016 | 2017 | 2018 | 2019 | 2020 | 2021 | Titoli  | V-S    |
| Grande Slam        |      |      |      |      |      |      |      |      |      |      |      |      |      |      |      |      |      |      |      |      |      |      |      |      |         |        |
| Australian Open    | A    | Q1   | 3T   | 3T   | 4T   | 4T   | V    | SF   | V    | V    | SF   | F    | V    | SF   | SF   | SF   | SF   | 3T   | SF   | V    | V    | 4T   | SF   | A    | 6 / 21  | 102-15 |
| Roland Garros      | A    | 1T   | 4T   | QF   | 1T   | 1T   | 3T   | SF   | F    | F    | F    | V    | QF   | F    | SF   | QF   | 4T   | QF   | A    | A    | A    | SF   | A    | 4T   | 1 / 19  | 73-17  |
| Wimbledon          | A    | 1T   | 1T   | QF   | 1T   | V    | V    | V    | V    | V    | F    | V    | QF   | QF   | V    | 2T   | F    | F    | SF   | V    | QF   | F    | ND   | QF   | 8 / 22  | 105-14 |
| US Open            | A    | Q2   | 3T   | 4T   | 4T   | 4T   | V    | V    | V    | V    | V    | F    | SF   | SF   | QF   | 4T   | SF   | F    | A    | QF   | 4T   | QF   | A    | A    | 5 / 19  | 89-14  |
| Titoli             | 0    | 0    | 0    | 0    | 0    | 1    | 3    | 2    | 3    | 3    | 1    | 2    | 1    | 0    | 1    | 0    | 0    | 0    | 0    | 2    | 1    | 0    | 0    | 0    | 20 / 81 | N/A    |
| Vittorie-Sconfitte | 0-0  | 0-2  | 7-4  | 13-4 | 6-4  | 13-3 | 22-1 | 24-2 | 27-1 | 26-1 | 24-3 | 26-2 | 20-3 | 20–4 | 19-3 | 13-4 | 19-4 | 18-4 | 10-2 | 18-1 | 14-2 | 18-4 | 5-1  | 7-1  | N/A     | 369-60 |

#### Vittorie (20)
| N.  | Data              | Torneo                          | Superficie  | Avversario in finale | Punteggio                       |
| 1.  | 6 luglio 2003     | Torneo di Wimbledon, Londra (1) | Erba        | Mark Philippoussis   | 7-6(5), 6-2, 7-6(3)             |
| 2.  | 1º febbraio 2004  | Australian Open, Melbourne (1)  | Cemento     | Marat Safin          | 7-6(3), 6-4, 6-2                |
| 3.  | 4 luglio 2004     | Torneo di Wimbledon, Londra (2) | Erba        | Andy Roddick         | 4-6, 7-5, 7-6(3), 6-4           |
| 4.  | 12 settembre 2004 | US Open, New York (1)           | Cemento     | Lleyton Hewitt       | 6-0, 7-6(3), 6-0                |
| 5.  | 3 luglio 2005     | Torneo di Wimbledon, Londra (3) | Erba        | Andy Roddick         | 6-2, 7-6(2), 6-4                |
| 6.  | 11 settembre 2005 | US Open, New York (2)           | Cemento     | Andre Agassi         | 6-3, 2-6, 7-6(1), 6-1           |
| 7.  | 29 gennaio 2006   | Australian Open, Melbourne (2)  | Cemento     | Marcos Baghdatis     | 5-7, 7-5, 6-0, 6-2              |
| 8.  | 9 luglio 2006     | Torneo di Wimbledon, Londra (4) | Erba        | Rafael Nadal         | 6-0, 7-6(5), 6(2)-7, 6-3        |
| 9.  | 10 settembre 2006 | US Open, New York (3)           | Cemento     | Andy Roddick         | 6-2, 4-6, 7-5, 6-1              |
| 10. | 28 gennaio 2007   | Australian Open, Melbourne (3)  | Cemento     | Fernando González    | 7-6(2), 6-4, 6-4                |
| 11. | 8 luglio 2007     | Torneo di Wimbledon, Londra (5) | Erba        | Rafael Nadal         | 7-6(7), 4-6, 7-6(3), 2-6, 6-2   |
| 12. | 9 settembre 2007  | US Open, New York (4)           | Cemento     | Novak Đoković        | 7-6(4), 7-6(2), 6-4             |
| 13. | 8 settembre 2008  | US Open, New York (5)           | Cemento     | Andy Murray          | 6-2, 7-5, 6-2                   |
| 14. | 7 giugno 2009     | Roland Garros, Parigi           | Terra rossa | Robin Söderling      | 6-1, 7-6(1), 6-4                |
| 15. | 5 luglio 2009     | Torneo di Wimbledon, Londra (6) | Erba        | Andy Roddick         | 5-7, 7-6(6), 7-6(5), 3-6, 16-14 |
| 16. | 31 gennaio 2010   | Australian Open, Melbourne (4)  | Cemento     | Andy Murray          | 6-3, 6-4, 7-6(11)               |
| 17. | 8 luglio 2012     | Torneo di Wimbledon, Londra (7) | Erba        | Andy Murray          | 4-6, 7-5, 6-3, 6-4              |
| 18. | 29 gennaio 2017   | Australian Open, Melbourne (5)  | Cemento     | Rafael Nadal         | 6-4, 3-6, 6-1, 3-6, 6-3         |
| 19. | 16 luglio 2017    | Torneo di Wimbledon, Londra (8) | Erba        | Marin Čilić          | 6-3, 6-1, 6-4                   |
| 20. | 28 gennaio 2018   | Australian Open, Melbourne (6)  | Cemento     | Marin Čilić          | 6-2, 6(5)-7, 6-3, 3-6, 6-1      |

#### Finali perse (11)
| N.  | Data              | Torneo                          | Superficie  | Avversario in finale  | Punteggio                          |
| 1.  | 11 giugno 2006    | Roland Garros, Parigi (1)       | Terra rossa | Rafael Nadal          | 6-1, 1-6, 4-6, 6(4)-7              |
| 2.  | 10 giugno 2007    | Roland Garros, Parigi (2)       | Terra rossa | Rafael Nadal          | 3-6, 6-4, 3-6, 4-6                 |
| 3.  | 8 giugno 2008     | Roland Garros, Parigi (3)       | Terra rossa | Rafael Nadal          | 1-6, 3-6, 0-6                      |
| 4.  | 6 luglio 2008     | Torneo di Wimbledon, Londra     | Erba        | Rafael Nadal          | 4-6, 4-6, 7-6(5), 7-6(8), 7-9      |
| 5.  | 1º febbraio 2009  | Australian Open, Melbourne      | Cemento     | Rafael Nadal          | 5-7, 6-3, 6(3)-7, 6-3, 2-6         |
| 6.  | 14 settembre 2009 | US Open, New York               | Cemento     | Juan Martín del Potro | 6-3, 6(5)-7, 6-4, 6(4)-7, 2-6      |
| 7.  | 5 giugno 2011     | Roland Garros, Parigi (4)       | Terra rossa | Rafael Nadal          | 5-7, 6(3)-7, 7-5, 1-6              |
| 8.  | 6 luglio 2014     | Torneo di Wimbledon, Londra (2) | Erba        | Novak Đoković         | 7-6(7), 4-6, 6(4)-7, 7-5, 4-6      |
| 9.  | 12 luglio 2015    | Torneo di Wimbledon, Londra (3) | Erba        | Novak Đoković         | 6(1)-7, 7-6(10), 4-6, 3-6          |
| 10. | 13 settembre 2015 | US Open, New York (2)           | Cemento     | Novak Đoković         | 4-6, 7-5, 4-6, 4-6                 |
| 11. | 14 luglio 2019    | Torneo di Wimbledon, Londra (4) | Erba        | Novak Đoković         | 6(5)-7, 6-1, 6(4)-7, 6-4, 12(3)-13 |

### Testa a testa
Nella seguente tabella vengono elencati i primi dieci tennisti per numero di sfide contro Federer. È indicato il numero degli incontri totali disputati contro ciascun avversario, il bilancio sulle varie superfici e quello globale.
| Nº  | Giocatore             | Incontri disputati | Partite V-P | V%     | Cemento | Terra | Erba | Sintetico |
| 1.  | Novak Đoković         | 50                 | 23-27       | 46,00% | 18-20   | 4-4   | 1-3  | 0-0       |
| 2.  | Rafael Nadal          | 40                 | 16-24       | 40,00% | 11-9    | 2-14  | 3-1  | 0-0       |
| 3.  | Lleyton Hewitt        | 27                 | 18-9        | 66,67% | 12-4    | 1-0   | 4-2  | 1-3       |
| 4.  | Tomáš Berdych         | 26                 | 20-6        | 76,9%  | 12-5    | 4-0   | 3-1  | 1-0       |
| 4.  | Stan Wawrinka         | 26                 | 23-3        | 86,96% | 17-0    | 5-3   | 1-0  | 0-0       |
| 6.  | Andy Murray           | 25                 | 14-11       | 56%    | 12-10   | 0-0   | 2-1  | 0-0       |
| 6.  | Juan Martín del Potro | 25                 | 18-7        | 75%    | 13-7    | 3-0   | 2-0  | 0-0       |
| 8.  | Andy Roddick          | 24                 | 21-3        | 87,50% | 14-3    | 1-0   | 4-0  | 2-0       |
| 9.  | Nikolaj Davydenko     | 21                 | 19-2        | 90,48% | 15-2    | 3-0   | 0-0  | 1-0       |
| 10. | Richard Gasquet       | 21                 | 19-2        | 90,48% | 11-0    | 4-2   | 4-0  | 0-0       |

## Omaggi e riconoscimenti
- Sportivo mondiale dell'anno di La Gazzetta dello Sport, vinto nel 2005, 2006, 2007 e 2017 (unico sportivo a ricevere tale riconoscimento per tre volte consecutive, mentre il record assoluto lo condivide con Carl Lewis).[151]
- Laureus Sportsman of the Year Award, vinto consecutivamente dal 2005 al 2008 e nel 2018.
- Premio ESPY al miglior atleta internazionale, vinto nel 2007.
- Premio ESPY al miglior tennista maschile, vinto l'ultima volta nel 2019.
- Premio BBC alla personalità sportiva dell'anno vinto per ben 4 volte, l'ultima nel 2017.
- Premio al miglior atleta maschile dell'anno secondo AIPS, vinto per 5 volte (2004, 2005, 2006, 2007 e 2009).
- Stefan Edberg Sportsmanship Award ATP, vinto per tredici volte.
- ATPWorldTour.com Fans' Favourite, vinto per diciannove volte consecutive (2003-2021).
- Comeback Award 2017, come miglior ritorno nel circuito ATP nel 2017.
- Premio Ritorno dell'anno, vinto nel 2018.
- Nel 2012 gli viene dedicata una via nella città di Halle, la Roger-Federer-Allee (che collega il Gerry Weber Stadion al Gerry Weber Sportpack).
- Nel 2016 gli è stata dedicata una via nella città di Bienne, la Roger-Federer-Allee (che collega il centro nazionale Swisstennis al complesso sportivo Tissot arena).
- Nella serie tv Boris (in cui v'è un regista appassionato di tennis), tutti i pesci rossi presenti sul set portano il nome di tennisti famosi: il pesce Roger Federer è appunto ispirato all'omonimo tennista.
- Sportivo svizzero dell'anno (2003, 2004, 2006, 2007, 2012, 2014 e 2017).
- Il 9 giugno 2024 Federer ha ricevuto un dottorato honoris causa in Lettere Umane dall'Università Dartmouth, negli Stati Uniti. Dopo il suo discorso di inizio anno alla classe 2024, ha dichiarato: “Sono venuto qui solo per fare un discorso, ma tornerò a casa come dottor Roger”.[152]